# ひぐらしのなく頃に (アニメ)
『ひぐらしのなく頃に』（ひぐらしのなくころに）は、07th Expansionによる同名のビジュアルノベル作品を原作とした日本のアニメシリーズ。
2021年時点でテレビアニメ4作、OVA3作の計7作が制作されている。そのうち、2006年から2013年にかけて発表された5作品は「旧作」または「スタジオディーン版」と呼ばれることもある。2009年時点でDVDのシリーズ累計売上は40万本。
| 公開年 | タイトル                               | 種類         |
| ------ | -------------------------------------- | ------------ |
| 2006年 | ひぐらしのなく頃に                     | テレビアニメ |
| 2007年 | ひぐらしのなく頃に解                   | テレビアニメ |
| 2009年 | ひぐらしのなく頃に礼                   | OVA          |
| 2011年 | ひぐらしのなく頃に煌                   | OVA          |
| 2013年 | ひぐらしのなく頃に拡〜アウトブレイク〜 | OVA          |
| 2020年 | ひぐらしのなく頃に業                   | テレビアニメ |
| 2021年 | ひぐらしのなく頃に卒                   | テレビアニメ |

## 作風
本作は、田舎の寒村を舞台にしたミステリー・ホラー作品である。過疎化の進む雛見沢村では、毎年6月に「綿流し」という祭りが行われていたが、近年、この日に必ず「ひとりが死に、ひとりが行方不明になる」という不可解な事件が発生していた。村人たちはこれを「オヤシロさまの祟り」として恐れている。物語は、雛見沢村で暮らす少年少女たちを中心に展開される。彼らは日常的な交流を重ねるが、やがて村の事件に巻き込まれていく。
本作は複数の「編」で構成されている。各編が完結すると時間が巻き戻され、別の「パラレルワールド」として新たな物語が始まる。編ごとに中心となるヒロインが異なり、それぞれ異なる謎や視点が提示される。断片的な情報が少しずつつながり、やがて事件の全貌が明らかになっていく。この手法について、『ひぐらしのなく頃に』および『ひぐらしのなく頃に解』の監督を務めた今千秋は「プロでは思いつかないやり方」と雑誌のインタビューにて語っている。
ライターの野本由起によれば、本作の特徴は、牧歌的な日常から一転して暴力や狂気が表出する点にある。萌え要素を持つキャラクターが突如として豹変し、凄惨な事件に関与する様子が、作品の持つサスペンス性と恐怖を強調する。また、各編に散りばめられた手がかりをもとに、事件の真相とその背後にある因果を推理する楽しさも本作の魅力の一端を担っているという。

## 登場人物
- 出典 - [5][6][7][8][9][10][11][12][13][14][15]

- 前原圭一（声 - 保志総一朗）
- 竜宮レナ（声 - 中原麻衣）
- 園崎魅音（声 - ゆきのさつき）
- 北条沙都子（声 - かないみか）
- 古手梨花（声 - 田村ゆかり）
- 園崎詩音（声 - ゆきのさつき）
- 羽入（声 - 堀江由衣）

## スタッフ
|                               | 無印                           | 解                               | 礼                               | 煌                               | 拡                                                     | 業・卒                                                  |
| ----------------------------- | ------------------------------ | -------------------------------- | -------------------------------- | -------------------------------- | ------------------------------------------------------ | ------------------------------------------------------- |
| 原作                          | 竜騎士07/07th Expansion        | 竜騎士07/07th Expansion          | 竜騎士07/07th Expansion          | 竜騎士07/07th Expansion          | 竜騎士07/07th Expansion                                | 竜騎士07/07th Expansion                                 |
| 監督                          | 今千秋                         | 今千秋                           | 川瀬敏文                         | 橘秀樹                           | 川瀬敏文                                               | 川口敬一郎                                              |
| 助監督                        | N/A                            | N/A                              | N/A                              | N/A                              | N/A                                                    | 池端隆史                                                |
| シリーズ構成                  | 川瀬敏文                       | 川瀬敏文                         | 川瀬敏文                         | 川瀬敏文                         | N/A                                                    | ハヤシナオキ                                            |
| キャラクターデザイン          | 坂井久太                       | 坂井久太                         | 黒田和也                         | 阿部智之                         | 坂井久太                                               | 渡辺明夫                                                |
| 美術監督                      | 柴田千佳子                     | 柴田千佳子                       | 柴田千佳子                       | 柴田千佳子                       | 柴田千佳子                                             | 井上一宏                                                |
| 色彩設計                      | 松本真司                       | 松本真司                         | もちだたけし                     | もちだたけし                     | 川島瞳                                                 | 小松亜理沙                                              |
| 撮影監督                      | 森下成一 伏見真一              | 川口正幸                         | 森下成一                         | 下崎昭                           | 下崎昭                                                 | 戸澤雄一朗                                              |
| 編集                          | 松村正宏                       | 松村正宏                         | 松村正宏                         | 松村正宏                         | 松村正宏                                               | 丹彩子                                                  |
| 音響監督                      | 郷田ほづみ                     | 郷田ほづみ                       | 郷田ほづみ                       | 郷田ほづみ                       | 郷田ほづみ                                             | 森下広人                                                |
| 音楽                          | 川井憲次                       | 川井憲次                         | 川井憲次                         | 川井憲次                         | 川井憲次                                               | 川井憲次                                                |
| 音楽                          | N/A                            | N/A                              | N/A                              | 菊谷知樹                         | N/A                                                    | N/A                                                     |
| 音楽プロデューサー            | 吉川明                         | 吉川明                           | 吉川明                           | 吉川明                           | 吉川明                                                 | 丸山真琴                                                |
| 音楽プロデューサー            | N/A                            | N/A                              | N/A                              | 若林豪                           | N/A                                                    | 丸山真琴                                                |
| 音楽制作                      | フロンティアワークス           | フロンティアワークス             | フロンティアワークス             | フロンティアワークス             | フロンティアワークス                                   | フロンティアワークス                                    |
| プロデュース                  | N/A                            | N/A                              | N/A                              | N/A                              | 飯田雅之                                               | インフィニット                                          |
| プロデューサー                | 野村美加                       | 野村美加                         | 野村美加                         | 野村美加                         | 鈴木重人                                               | 石上丈太郎 平田雄工、中村誠 金子広孝、下里悟 大和田智之 |
| プロデューサー                | 大森啓幸                       | 大森啓幸                         | 大森啓幸                         | 団野喜人 長岡智                  | 鈴木重人                                               | 石上丈太郎 平田雄工、中村誠 金子広孝、下里悟 大和田智之 |
| プロデューサー                | 大森啓幸                       | 大森啓幸                         | 大森啓幸                         | 深尾聡志                         |                                                        | 石上丈太郎 平田雄工、中村誠 金子広孝、下里悟 大和田智之 |
| プロデューサー                | 日向泰隆                       | 岡村武真                         | 岡村武真                         | 岡村武真                         | 岡村武真                                               | 岡村武真                                                |
| アニメーション プロデューサー | 浦崎宣光                       | 飯嶋浩次                         | 松田桂一                         | 松田桂一                         | 野邉伸泰                                               | 西藤和広                                                |
| アニメーション制作            | Studio DEEN                    | Studio DEEN                      | Studio DEEN                      | Studio DEEN                      | Studio DEEN                                            | パッショーネ                                            |
| 製作                          | ひぐらしの なく頃に 製作委員会 | ひぐらしの なく頃に解 製作委員会 | ひぐらしの なく頃に礼 製作委員会 | ひぐらしの なく頃に煌 製作委員会 | ひぐらしの なく頃に製 作委員会、 ひぐらしプ ロジェクト | ひぐらしの なく頃に 製作委員会                          |

## 主題歌
| 作品 | 曲名                    | 歌                                                       | 作詞         | 作曲                  | 編曲               | 備考                            |
| ---- | ----------------------- | -------------------------------------------------------- | ------------ | --------------------- | ------------------ | ------------------------------- |
| 無印 | ひぐらしのなく頃に      | 島みやえい子                                             | 島みやえい子 | 中沢伴行 （中澤伴行） | 中澤伴行、高瀬一矢 | 『業』第1話エンディングでも使用 |
| 解   | 奈落の花                | 島みやえい子                                             | 島みやえい子 | 中沢伴行 （中澤伴行） | 中沢伴行、尾崎武士 |                                 |
| 礼   | Super scription of data | 島みやえい子                                             | 島みやえい子 | 高瀬一矢              | 高瀬一矢           |                                 |
| 煌   | Happy! Lucky! Dochy!    | 梨花（田村ゆかり） 沙都子（かないみか） 羽入（堀江由衣） | hotaru       | 前澤寛之              | 前澤寛之           |                                 |
| 業   | I Believe what you said | 亜咲花                                                   | 志倉千代丸   | 志倉千代丸            | 悠木真一           |                                 |
| 卒   | Analogy                 | 彩音                                                     | 彩音         | 志倉千代丸            | 悠木真一           |                                 |

| 作品 | 曲名                      | 歌                                      | 作詞       | 作曲       | 編曲         | 備考    |
| ---- | ------------------------- | --------------------------------------- | ---------- | ---------- | ------------ | ------- |
| 無印 | why, or why not           | 片霧烈火                                | interface  | 大嶋啓之   | 大嶋啓之     |         |
| 解   | 対象a                     | anNina (Annabel×bermei.inazawa)         | interface  | inazawa    | inazawa      |         |
| 礼   | まなざし                  | anNina (Annabel×bermei.inazawa)         | interface  | inazawa    | inazawa      |         |
| 煌   | 前代未聞☆ミラクルチェンジ | レナ（中原麻衣）                        | YUMIKO     | 野中勇希   | DY-T         | file.01 |
| 煌   | 天真爛漫☆ミラクルチェンジ | 梨花（田村ゆかり） 沙都子（かないみか） | YUMIKO     | 野中勇希   | DY-T         | file.02 |
| 煌   | 以心伝心☆ミラクルチェンジ | 魅音&詩音（雪野五月）                   | YUMIKO     | 野中勇希   | DY-T         | file.03 |
| 煌   | 勇気凛凛☆ミラクルチェンジ | 羽入（堀江由衣）                        | YUMIKO     | 野中勇希   | DY-T         | file.04 |
| 拡   | you -Visionen im Spiegel  | 癒月                                    | 癒月       | dai        | Morrigan     |         |
| 業   | 神様のシンドローム        | 彩音                                    | 志倉千代丸 | 志倉千代丸 | Tak Miyazawa |         |
| 業   | 不規則性エントロピー      | 彩音                                    | 志倉千代丸 | 志倉千代丸 | 悠木真一     |         |
| 卒   | Missing Promise           | 鈴木このみ                              | hotaru     | 半田翼     | 半田翼       |         |
| 卒   | you -卒業-                | 島みやえい子                            | 竜騎士07   | dai        | xaki         | 第15話  |

| 作品 | 曲名                | 歌                                                          | 作詞         | 作曲     | 編曲     | 備考    |
| ---- | ------------------- | ----------------------------------------------------------- | ------------ | -------- | -------- | ------- |
| 煌   | 100%マジカルスター☆ | 梨花（田村ゆかり）&沙都子（かないみか）&ハニュ♥（堀江由衣） | こだまさおり | 俊龍     | Sizuk    | file.02 |
| 業   | オレンジ色の風      | 古手梨花（田村ゆかり） 北条沙都子（かないみか）             | 澪           | 鳥海剛史 | 鳥海剛史 | 19話    |

## ひぐらしのなく頃に
第1期として2006年4月から同年9月まで2クール放送された。全26話で、原作の出題編4編（『鬼隠し編』『綿流し編』『祟殺し編』『暇潰し編』）と、解答編2編（『目明し編』『罪滅し編』）の計6編で構成されている。
DVD全巻購入特典として、特別編「猫殺し編」を収録したDVDが付属した。

### 製作
2005年8月11日にアニメ化が発表。メインスタッフが公開された。
監督は今千秋、シリーズ構成は川瀬敏文、アニメーション制作はスタジオディーンが担当した。なお、アニメ化発表時点では望月智充がシリーズ構成を担当する予定であった。

#### 脚本
望月智充（降板）
脚本は、望月智充が省略・アレンジしたものを、竜騎士07がチェックする形で作られていた。竜騎士07は、尺を度外視し、原作のテイストを活かす見地でチェックを行なっていたという。竜騎士07は、自らと望月との関係性を「ブレーキ役とアクセル役」と表現している。
望月智充は構成にあたって「尺で窮屈しないためには、不要な要素を切り落とす必要がある」と竜騎士07に提案していた。望月から提案された削除箇所には、登場人物の心情表現に必要不可欠な場面が含まれていることもあったという。その際、竜騎士07は以下のように感じていた。
制作日記「全体構成って難しいですね」（2005年8月22日）より
変に子煩悩になってしまい原作を固持しすぎると、結果的に駆け足な作品にしてしまうこともあるかもしれません。それを避けるためには、原作者などという偉そうな下駄を脱ぎ、よい作品（アニメ）を作るために真摯な姿勢であるべきだなと思いました。
その後、望月智充は降板し、シリーズ構成は川瀬敏文へと交代している。交代理由は明かされていない。

### 各話リスト
| パート                      | サブタイトル              | 脚本                      | 絵コンテ                  | 演出                      | 作画監督                   | 総作画監督                | 初放送日                  |                           |                           |                           |                           |                           |                           |                           |                           |                           |                           |                           |                           |                           |                           |                           |                           |                           |
| 鬼隠し編（第1話 - 第4話）   | 鬼隠し編（第1話 - 第4話） | 鬼隠し編（第1話 - 第4話） | 鬼隠し編（第1話 - 第4話） | 鬼隠し編（第1話 - 第4話） | 鬼隠し編（第1話 - 第4話）  | 鬼隠し編（第1話 - 第4話） | 鬼隠し編（第1話 - 第4話） | 鬼隠し編（第1話 - 第4話） | 鬼隠し編（第1話 - 第4話） | 鬼隠し編（第1話 - 第4話） | 鬼隠し編（第1話 - 第4話） | 鬼隠し編（第1話 - 第4話） | 鬼隠し編（第1話 - 第4話） | 鬼隠し編（第1話 - 第4話） | 鬼隠し編（第1話 - 第4話） | 鬼隠し編（第1話 - 第4話） | 鬼隠し編（第1話 - 第4話） | 鬼隠し編（第1話 - 第4話） | 鬼隠し編（第1話 - 第4話） | 鬼隠し編（第1話 - 第4話） | 鬼隠し編（第1話 - 第4話） | 鬼隠し編（第1話 - 第4話） | 鬼隠し編（第1話 - 第4話） | 鬼隠し編（第1話 - 第4話） |
| --------------------------- | ------------------------- | ------------------------- | ------------------------- | ------------------------- | -------------------------- | ------------------------- | ------------------------- | ------------------------- | ------------------------- | ------------------------- | ------------------------- | ------------------------- | ------------------------- | ------------------------- | ------------------------- | ------------------------- | ------------------------- | ------------------------- | ------------------------- | ------------------------- | ------------------------- | ------------------------- | ------------------------- | ------------------------- |
| 其の壱                      | ハジマリ                  | 川瀬敏文                  | 今千秋                    | 今千秋                    | 本村晃一                   | 坂井久太                  | 2006年 4月5日             |                           |                           |                           |                           |                           |                           |                           |                           |                           |                           |                           |                           |                           |                           |                           |                           |                           |
| 其の弐                      | 隠しごと                  | 川瀬敏文                  | 葛谷直行                  | 開祐二                    | 宗崎暢芳                   | 坂井久太                  | 4月12日                   |                           |                           |                           |                           |                           |                           |                           |                           |                           |                           |                           |                           |                           |                           |                           |                           |                           |
| 其の参                      | 疑心                      | 川瀬敏文                  | 今千秋                    | 吉本毅                    | こやたまさひさ ECHO        | 坂井久太                  | 4月19日                   |                           |                           |                           |                           |                           |                           |                           |                           |                           |                           |                           |                           |                           |                           |                           |                           |                           |
| 其の四                      | 歪                        | 川瀬敏文                  | 開祐二                    | 石川久一                  | 原田峰文                   | 坂井久太                  | 4月26日                   |                           |                           |                           |                           |                           |                           |                           |                           |                           |                           |                           |                           |                           |                           |                           |                           |                           |
| 綿流し編（第5話 - 第8話）   |                           |                           |                           |                           |                            |                           |                           |                           |                           |                           |                           |                           |                           |                           |                           |                           |                           |                           |                           |                           |                           |                           |                           |                           |
| 其の壱                      | 嫉妬                      | 中瀬理香                  | 名村英敏                  | 孫承希                    | 高橋敦子                   | 坂井久太                  | 5月3日                    |                           |                           |                           |                           |                           |                           |                           |                           |                           |                           |                           |                           |                           |                           |                           |                           |                           |
| 其の弐                      | タカノ                    | 中瀬理香                  | 飯島正勝                  | 関田修                    | 安藤幹彦 能條理行          | 坂井久太                  | 5月10日                   |                           |                           |                           |                           |                           |                           |                           |                           |                           |                           |                           |                           |                           |                           |                           |                           |                           |
| 其の参                      | 嘘                        | 中瀬理香                  | わたなべひろし            | 高山功                    | 沼田誠也 ECHO              | 坂井久太                  | 5月17日                   |                           |                           |                           |                           |                           |                           |                           |                           |                           |                           |                           |                           |                           |                           |                           |                           |                           |
| 其の四                      | 願い                      | 中瀬理香                  | 葛谷直行                  | 開祐二                    | 宗崎暢芳                   | 坂井久太                  | 5月24日                   |                           |                           |                           |                           |                           |                           |                           |                           |                           |                           |                           |                           |                           |                           |                           |                           |                           |
| 祟殺し編（第9話 - 第13話）  |                           |                           |                           |                           |                            |                           |                           |                           |                           |                           |                           |                           |                           |                           |                           |                           |                           |                           |                           |                           |                           |                           |                           |                           |
| 其の壱                      | 兄                        | 川瀬敏文                  | 名村英敏                  | 吉本毅                    | 青木真理子 沼田誠也 ECHO   | 坂井久太                  | 5月31日                   |                           |                           |                           |                           |                           |                           |                           |                           |                           |                           |                           |                           |                           |                           |                           |                           |                           |
| 其の弐                      | キズナ                    | 川瀬敏文                  | 飯島正勝                  | 石川久一                  | 原田峰文                   | 坂井久太                  | 6月7日                    |                           |                           |                           |                           |                           |                           |                           |                           |                           |                           |                           |                           |                           |                           |                           |                           |                           |
| 其の参                      | 境界                      | 川瀬敏文                  | 伴山人                    | 今千秋                    | 高橋敦子                   | 坂井久太                  | 6月14日                   |                           |                           |                           |                           |                           |                           |                           |                           |                           |                           |                           |                           |                           |                           |                           |                           |                           |
| 其の四                      | 失しモノ                  | 川瀬敏文                  | 葛谷直行                  | 浅見松雄                  | 安藤幹彦 能條理行          | 坂井久太                  | 6月21日                   |                           |                           |                           |                           |                           |                           |                           |                           |                           |                           |                           |                           |                           |                           |                           |                           |                           |
| 其の伍                      | 謝罪                      | 川瀬敏文                  | わたなべひろし            | うえだしげる              | 沼田誠也                   | 坂井久太                  | 6月28日                   |                           |                           |                           |                           |                           |                           |                           |                           |                           |                           |                           |                           |                           |                           |                           |                           |                           |
| 暇潰し編（第14話 - 第15話） |                           |                           |                           |                           |                            |                           |                           |                           |                           |                           |                           |                           |                           |                           |                           |                           |                           |                           |                           |                           |                           |                           |                           |                           |
| 其の壱                      | ヒナミザワ                | 川瀬敏文                  | 原田峰文                  | 開祐二                    | 宗崎暢芳                   | 坂井久太                  | 7月5日                    |                           |                           |                           |                           |                           |                           |                           |                           |                           |                           |                           |                           |                           |                           |                           |                           |                           |
| 其の弐                      | 兆し                      | 川瀬敏文                  | 今千秋                    | 吉本毅                    | 青木真理子 沼田誠也        | 坂井久太                  | 7月12日                   |                           |                           |                           |                           |                           |                           |                           |                           |                           |                           |                           |                           |                           |                           |                           |                           |                           |
| 目明し編（第16話 - 第21話） |                           |                           |                           |                           |                            |                           |                           |                           |                           |                           |                           |                           |                           |                           |                           |                           |                           |                           |                           |                           |                           |                           |                           |                           |
| 其の壱                      | 初恋                      | 中瀬理香                  | 向後知一                  | 石川久一                  | 原田峰文                   | 坂井久太                  | 7月19日                   |                           |                           |                           |                           |                           |                           |                           |                           |                           |                           |                           |                           |                           |                           |                           |                           |                           |
| 其の弐                      | ケジメ                    | 中瀬理香                  | 寺東克己                  | 吉田俊司                  | 高橋敦子                   | 坂井久太                  | 7月26日                   |                           |                           |                           |                           |                           |                           |                           |                           |                           |                           |                           |                           |                           |                           |                           |                           |                           |
| 其の参                      | 鬼の血脈                  | 中瀬理香                  | 葛谷直行                  | 浅見松雄                  | 能條理行                   | 坂井久太                  | 8月2日                    |                           |                           |                           |                           |                           |                           |                           |                           |                           |                           |                           |                           |                           |                           |                           |                           |                           |
| 其の四                      | 仕返し                    | 中瀬理香                  | 名村英敏                  | 筑紫大介                  | 沼田誠也                   | 坂井久太                  | 8月9日                    |                           |                           |                           |                           |                           |                           |                           |                           |                           |                           |                           |                           |                           |                           |                           |                           |                           |
| 其の伍                      | 冷たい手                  | 中瀬理香                  | 飯島正勝                  | 開祐二                    | 宗崎暢芳                   | 坂井久太                  | 8月16日                   |                           |                           |                           |                           |                           |                           |                           |                           |                           |                           |                           |                           |                           |                           |                           |                           |                           |
| 其の六                      | 断罪                      | 中瀬理香                  | 伴山人                    | 捨居無人                  | 沼田誠也                   | 坂井久太                  | 8月23日                   |                           |                           |                           |                           |                           |                           |                           |                           |                           |                           |                           |                           |                           |                           |                           |                           |                           |
| 罪滅し編（第22話 - 第26話） |                           |                           |                           |                           |                            |                           |                           |                           |                           |                           |                           |                           |                           |                           |                           |                           |                           |                           |                           |                           |                           |                           |                           |                           |
| 其の壱                      | 幸せ                      | 川瀬敏文                  | 向後知一                  | 辻太輔                    | 原田峰文                   | 坂井久太                  | 8月30日                   |                           |                           |                           |                           |                           |                           |                           |                           |                           |                           |                           |                           |                           |                           |                           |                           |                           |
| 其の弐                      | 還る処                    | 川瀬敏文                  | 大上相馬                  | 平向智子                  | 藤井真澄 高橋敦子 沼田誠也 | 坂井久太                  | 9月6日                    |                           |                           |                           |                           |                           |                           |                           |                           |                           |                           |                           |                           |                           |                           |                           |                           |                           |
| 其の参                      | 34号文書                  | 川瀬敏文                  | 飯島正勝                  | 浅見松雄                  | 能條理行                   | 坂井久太                  | 9月13日                   |                           |                           |                           |                           |                           |                           |                           |                           |                           |                           |                           |                           |                           |                           |                           |                           |                           |
| 其の四                      | 地球侵略                  | 川瀬敏文                  | 開祐二 今千秋             | 開祐二                    | 宗崎暢芳                   | 坂井久太                  | 9月20日                   |                           |                           |                           |                           |                           |                           |                           |                           |                           |                           |                           |                           |                           |                           |                           |                           |                           |
| 其の伍                      | リテイク                  | 川瀬敏文                  | 今千秋                    | 今千秋                    | 沼田誠也                   | 坂井久太                  | 9月27日                   |                           |                           |                           |                           |                           |                           |                           |                           |                           |                           |                           |                           |                           |                           |                           |                           |                           |

| 脚本     | 絵コンテ | 演出     | 作画監督 | 総作画監督 |
| -------- | -------- | -------- | -------- | ---------- |
| 川瀬敏文 | 岩間明   | 吉田俊司 | 清水祐実 | 坂井久太   |

### 放送局
| 放送期間                 | 放送時間                     | 放送局       | 対象地域   | 備考                      |
| ------------------------ | ---------------------------- | ------------ | ---------- | ------------------------- |
| 2006年4月5日 - 9月27日   | 水曜 2:00 - 2:30（火曜深夜） | 関西テレビ   | 近畿広域圏 |                           |
| 2006年4月6日 - 9月28日   | 木曜 1:30 - 2:00（水曜深夜） | チバテレビ   | 千葉県     |                           |
|                          | 木曜 2:00 - 2:30（水曜深夜） | テレビ埼玉   | 埼玉県     |                           |
| 2006年4月9日 - 10月1日   | 日曜 1:00 - 1:30（土曜深夜） | テレビ神奈川 | 神奈川県   |                           |
| 2006年5月5日 - 10月27日  | 金曜 3:27 - 3:57（木曜深夜） | 東海テレビ   | 中京広域圏 |                           |
| 2006年5月27日 - 11月18日 | 土曜 13:30 - 14:00           | AT-X         | 日本全域   | CS放送 / リピート放送あり |

| 配信開始日    | 配信時間  | 配信サイト                      |
| ------------- | --------- | ------------------------------- |
| 2006年5月15日 | 月曜 更新 | バンダイチャンネル アニメイトTV |

## ひぐらしのなく頃に解
2007年7月6日から同年12月まで2クール放送された。全24話で、竜騎士07が原案・監修を担当するオリジナルストーリー「厄醒し編」と、原作の解答編2編「皆殺し編」「祭囃し編」を題材とした計3編で構成されている（厄醒し編の詳細は後述）。また、第1話に「罪滅し編」の後日談である「サイカイ」が置かれている。

### 制作
第1期の好評を受け、2006年にアニメ第2期の制作が決定した。
アニメ第1期と第2期はおおむね同一スタッフで制作されているが、細かい部分では違いが見られる。主な差異は下記の通り。
- 著作権表記の名義が第1期の「ひぐらしのなく頃に製作委員会」から「雛見沢御三家」に変更された。
- キャラクターデザインが1期から一部描き直された。第1期のデザインはデフォルメされ簡略化されていたのに対し、第2期のデザインは陰影や肉付きなどが細かく描かれている。
- 第1期で参加していた脚本家は川瀬敏文と中瀬理香の2名だったが、第2期では4名となっている。第2期では新たに志茂文彦と鈴木雅詞が参加している。
- 第1期では各編毎に脚本家が入れ替わっていたが、第2期ではローテーションの規則性が無くなっている。

### 放送を取り巻くトラブル
本作品では当初6つの放送局が本作を放送していたが、諸般の事情（後述）により数局が放送を打ち切る事態が発生した。
- 東海テレビは9月21日の第12話放映を急遽休止し、その後正式に打ち切りを決定
- テレビ埼玉は10月2日の第13話放送をもって放送を打ち切り（同話本編終盤で『今回で放送を休止します』の告知テロップを出し、その後、同局の公式サイトからも番組紹介が削除された）

打ち切りの理由は両局とも明確にはしていないが、同年9月17日に京都府京田辺市で発生した16歳少女による父親殺害事件の犯行状況に本作品を想起させるものがあったためというのが定説となっている。
関西ローカルの報道番組『ムーブ!』（2007年9月19日放送分）では、インターネット上で京田辺の事件と本作品との類似点が指摘されているとした上で、本作品を「主人公の少女が親の離婚騒動がトラウマになり、斧を使って敵を殺していくゲーム」と報道した。これは罪滅し編の断片を抜き取った解説となっているが、そもそも本作品は「敵を殺す」ストーリーではない。
この問題は放送を続行した局にも多少の影響を及ぼした。
- 第12話以降、オープニングアニメーションの、血塗られた鉈が映るシーンがゴミ山の映像に差し替えられた。また本編中でも、第12話での回想シーンの一部（血の付いた斧、圭一に馬乗りになって鉈を振り上げるレナ）が別の映像に差し替えられた。

- KBS京都は先述の事件が発生した当地の放送局であったため、第12話の放映を1週延期、その翌週に放映を再開した（KBS京都公式サイトでの放映休止発表・放映再開発表）。

打ち切られた局で本作品を見ていた視聴者への救済措置として、当初は有料配信を行っていたインターネット動画配信サービスサイト・アニメイトTVが無料配信を行った。描写はすべて修正前である（2007年10月24日から31日にかけて第12・13話を、以降最新話を1週間限定で順次配信）。
なお、実際には本作品が事件の引き金になっているとは考えにくいとする見解も存在する。社会学の立場から内容分析を行った田中智仁も、「事件を連想させる」という放送局側の自主規制による措置であり、実際の事件との関連性は実証できないと論じている。

### 厄醒し編
“やくさましへん”。アニメ第2期のオリジナルエピソード。
2007年4月26日にオープンした公式サイトにおける原作者・竜騎士07のメッセージによると、厄醒し編は『ひぐらしのなく頃に』の世界観をより深く楽しんでもらうための皆殺し編への助走的エピソードであると語られている。アニメ雑誌の今千秋監督やフロンティアワークス・野村美加プロデューサーによる本作品見所紹介では、第1期で取りこぼしてしまった部活シーンや明かされなかった謎などを補完するために新しいオリジナルエピソードを置いたと答えている。鬼ごっこや亀田との駆け引きなどギャグシーンが多い。
詩音の沙都子への溺愛ぶりと「其の壱 鬼ごっこ」で沙都子の「困ったことがあればみんなに相談するといいですわ」というセリフに対して梨花が過剰に反応している様子から、罪滅し編より後の雛見沢であることが読み取れる。

### 次回予告
本シリーズでは、各放映局では次回予告は放映されず、当作品の公式ホームページにて行われている。バンダイチャンネルやアニメイトTVでは高画質版も配信される。
これは一般的なテレビアニメ作品よりも、本編が少し長くなっていることが大きな要因である（エンディング後、通常では次回予告が入る部分にも本編映像が充てられている。次回予告を公式Webサイトでする旨のテロップはエンドカード表示の時になされている）。このような処置は当時としては珍しいことである。
担当は古手梨花と羽入だが、話している内容は次回予告とは全く関係ない。
なお、2012年9月にWOWOWで、2014年12月にAT-Xでそれぞれ放送された際には、各話の最後にこの予告が挿入されている。

### 各話リスト（解）
| パート                      | サブタイトル        | 脚本                | 絵コンテ            | 演出                | 作画監督                   | 総作画監督          | 初放送日            |                     |                     |                     |                     |                     |                     |                     |                     |                     |                     |                     |                     |                     |                     |                     |                     |                     |
| プロローグ（第1話）         | プロローグ（第1話） | プロローグ（第1話） | プロローグ（第1話） | プロローグ（第1話） | プロローグ（第1話）        | プロローグ（第1話） | プロローグ（第1話） | プロローグ（第1話） | プロローグ（第1話） | プロローグ（第1話） | プロローグ（第1話） | プロローグ（第1話） | プロローグ（第1話） | プロローグ（第1話） | プロローグ（第1話） | プロローグ（第1話） | プロローグ（第1話） | プロローグ（第1話） | プロローグ（第1話） | プロローグ（第1話） | プロローグ（第1話） | プロローグ（第1話） | プロローグ（第1話） | プロローグ（第1話） |
| --------------------------- | ------------------- | ------------------- | ------------------- | ------------------- | -------------------------- | ------------------- | ------------------- | ------------------- | ------------------- | ------------------- | ------------------- | ------------------- | ------------------- | ------------------- | ------------------- | ------------------- | ------------------- | ------------------- | ------------------- | ------------------- | ------------------- | ------------------- | ------------------- | ------------------- |
| -                           | サイカイ            | 川瀬敏文            | 伴山人              | 吉田俊司            | 森本浩文                   | 坂井久太            | 2007年 7月6日       |                     |                     |                     |                     |                     |                     |                     |                     |                     |                     |                     |                     |                     |                     |                     |                     |                     |
| 厄醒し編（第2話 - 第5話）   |                     |                     |                     |                     |                            |                     |                     |                     |                     |                     |                     |                     |                     |                     |                     |                     |                     |                     |                     |                     |                     |                     |                     |                     |
| 其の壱                      | 鬼ごっこ            | 志茂文彦            | 今千秋              | 今千秋              | 服部憲知                   | 坂井久太            | 7月13日             |                     |                     |                     |                     |                     |                     |                     |                     |                     |                     |                     |                     |                     |                     |                     |                     |                     |
| 其の弐                      | 無力                | 鈴木雅詞            | 福田道生            | 則座誠              | 小谷杏子 清水貴子 河野真貴 | 坂井久太            | 7月20日             |                     |                     |                     |                     |                     |                     |                     |                     |                     |                     |                     |                     |                     |                     |                     |                     |                     |
| 其の参                      | 予定調和            | 中瀬理香            | 西茂団寛            | 筑紫大介            | 森本浩文                   | 坂井久太            | 7月27日             |                     |                     |                     |                     |                     |                     |                     |                     |                     |                     |                     |                     |                     |                     |                     |                     |                     |
| 其の四                      | 雛見沢大災害        | 川瀬敏文            | 伴山人              | 開祐二              | 原田峰文                   | 坂井久太            | 8月3日              |                     |                     |                     |                     |                     |                     |                     |                     |                     |                     |                     |                     |                     |                     |                     |                     |                     |
| 皆殺し編（第6話 - 第13話）  |                     |                     |                     |                     |                            |                     |                     |                     |                     |                     |                     |                     |                     |                     |                     |                     |                     |                     |                     |                     |                     |                     |                     |                     |
| 其の壱                      | 迷路の法則          | 志茂文彦            | 開木菜織            | 則座誠              | 服部憲知                   | 坂井久太            | 8月10日             |                     |                     |                     |                     |                     |                     |                     |                     |                     |                     |                     |                     |                     |                     |                     |                     |                     |
| 其の弐                      | 運命の変え方        | 鈴木雅詞            | あべたつや          | 小野田雄亮          | 中野彰子                   | 坂井久太            | 8月17日             |                     |                     |                     |                     |                     |                     |                     |                     |                     |                     |                     |                     |                     |                     |                     |                     |                     |
| 其の参                      | 揺らぎ              | 志茂文彦            | あべたつや          | 筑紫大介            | 森本浩文                   | 坂井久太            | 8月24日             |                     |                     |                     |                     |                     |                     |                     |                     |                     |                     |                     |                     |                     |                     |                     |                     |                     |
| 其の四                      | 交渉                | 鈴木雅詞            | 福田道生            | 則座誠              | 森本浩文 鈴木彩子          | 坂井久太            | 8月31日             |                     |                     |                     |                     |                     |                     |                     |                     |                     |                     |                     |                     |                     |                     |                     |                     |                     |
| 其の伍                      | 対決                | 中瀬理香            | 篠原俊哉            | 吉田俊司            | 服部憲知                   | 坂井久太            | 9月7日              |                     |                     |                     |                     |                     |                     |                     |                     |                     |                     |                     |                     |                     |                     |                     |                     |                     |
| 其の六                      | 強い意志            | 川瀬敏文            | 今千秋              | イワナガアキラ      | 小谷杏子                   | 坂井久太            | 9月14日             |                     |                     |                     |                     |                     |                     |                     |                     |                     |                     |                     |                     |                     |                     |                     |                     |                     |
| 其の七                      | 雛見沢症候群        | 志茂文彦            | 伴山人              | 蔵本穂高            | 新井淳                     | 坂井久太            | 9月25日             |                     |                     |                     |                     |                     |                     |                     |                     |                     |                     |                     |                     |                     |                     |                     |                     |                     |
| 其の八                      | 終末                | 鈴木雅詞            | 古橋一浩            | 筑紫大介            | 松尾亜希子 清水貴子        | 坂井久太            | 10月2日             |                     |                     |                     |                     |                     |                     |                     |                     |                     |                     |                     |                     |                     |                     |                     |                     |                     |
| 祭囃し編（第14話 - 第24話） |                     |                     |                     |                     |                            |                     |                     |                     |                     |                     |                     |                     |                     |                     |                     |                     |                     |                     |                     |                     |                     |                     |                     |                     |
| 其の壱                      | 三四                | 川瀬敏文            | 伴山人              | 高山秀樹            | 服部憲知                   | 坂井久太            | 10月9日             |                     |                     |                     |                     |                     |                     |                     |                     |                     |                     |                     |                     |                     |                     |                     |                     |                     |
| 其の弐                      | 蠢き                | 中瀬理香            | イワナガアキラ      | イワナガアキラ      | 清水祐実                   | 坂井久太            | 10月16日            |                     |                     |                     |                     |                     |                     |                     |                     |                     |                     |                     |                     |                     |                     |                     |                     |                     |
| 其の参                      | 終わりの始まり      | 中瀬理香            | 康村諒              | 小野田雄亮          | 原田峰文                   | 坂井久太            | 10月23日            |                     |                     |                     |                     |                     |                     |                     |                     |                     |                     |                     |                     |                     |                     |                     |                     |                     |
| 其の四                      | 謀略                | 鈴木雅詞            | 山本秀世            | 筑紫大介            | 鈴木彩子                   | 坂井久太            | 10月30日            |                     |                     |                     |                     |                     |                     |                     |                     |                     |                     |                     |                     |                     |                     |                     |                     |                     |
| 其の伍                      | 最後の駒            | 川瀬敏文            | 高本宣弘            | 開祐二              | 原田峰文 水川弘理 中野彰子 | 坂井久太            | 11月6日             |                     |                     |                     |                     |                     |                     |                     |                     |                     |                     |                     |                     |                     |                     |                     |                     |                     |
| 其の六                      | 幕開け              | 志茂文彦            | 福田道生            | 今千秋              | 窪敏                       | 坂井久太            | 11月13日            |                     |                     |                     |                     |                     |                     |                     |                     |                     |                     |                     |                     |                     |                     |                     |                     |                     |
| 其の七                      | トラップ            | 志茂文彦            | 伴山人              | 小野田雄亮          | 原田峰文                   | 坂井久太            | 11月20日            |                     |                     |                     |                     |                     |                     |                     |                     |                     |                     |                     |                     |                     |                     |                     |                     |                     |
| 其の八                      | 48時間              | 鈴木雅詞            | イワナガアキラ      | 開祐二              | 水川弘理                   | 坂井久太            | 11月27日            |                     |                     |                     |                     |                     |                     |                     |                     |                     |                     |                     |                     |                     |                     |                     |                     |                     |
| 其の九                      | 攻防                | 中瀬理香            | あべたつや          | まつもとよしひさ    | 窪敏                       | 坂井久太            | 12月4日             |                     |                     |                     |                     |                     |                     |                     |                     |                     |                     |                     |                     |                     |                     |                     |                     |                     |
| 其の拾                      | 血戦                | 鈴木雅詞            | 寺東克己            | 元永慶太郎          | 水川弘理                   | 坂井久太            | 12月11日            |                     |                     |                     |                     |                     |                     |                     |                     |                     |                     |                     |                     |                     |                     |                     |                     |                     |
| 其の拾壱                    | オシマイ            | 川瀬敏文            | 今千秋              | 今千秋              | 坂井久太 原田峰文          | 坂井久太            | 12月18日            |                     |                     |                     |                     |                     |                     |                     |                     |                     |                     |                     |                     |                     |                     |                     |                     |                     |

### 放送局（解）
| 放送期間 | 放送時間                     | 放送局       | 対象地域   | 備考                      |
| --- | ---------------------------- | ------------ | ---------- | ------------------------- |
| 2007年7月6日 - 9月14日                                                                                           | 金曜 3:27 - 3:57（木曜深夜） | 東海テレビ   | 中京広域圏 | 第11話で打ち切り          |
| 2007年7月7日 - 12月22日                                                                                          | 土曜 2:30 - 3:00（金曜深夜） | KBS京都      | 京都府     |                           |
| 2007年7月10日 - 10月2日                                                                                          | 火曜 1:30 - 2:00（月曜深夜） | テレビ埼玉   | 埼玉県     | 第13話で打ち切り          |
| 2007年7月10日 - 12月18日                                                                                         | 火曜 2:10 - 2:40（月曜深夜） | チバテレビ   | 千葉県     |                           |
| |                              | サンテレビ   | 兵庫県     |                           |
| 2007年7月11日 - 12月19日                                                                                         | 水曜 9:30 - 10:00            | AT-X         | 日本全域   | CS放送 / リピート放送あり |
| 2007年7月15日 - 12月23日                                                                                         | 日曜 1:30 - 2:00（土曜深夜） | テレビ神奈川 | 神奈川県   |                           |
| 放送を続行した地上波各局では最終回の翌週に実写映画版の特別番組が放映された。ナレーションは竜宮レナ役の中原麻衣。 |                              |              |            |                           |

| 配信開始日   | 配信時間  | 配信サイト                      |
| ------------ | --------- | ------------------------------- |
| 2007年8月1日 | 水曜 更新 | アニメイトTV バンダイチャンネル |

### おまけアニメ
『うら☆ひぐ（仮）』は、解DVD各巻に2話収録の映像特典おまけアニメ。全24話。本編映像をコメディ化した超短編映像。コンテ・演出は今千秋、作画監督は坂井久太。
| 巻数 | 話数 | サブタイトル                          |
| ---- | ---- | ------------------------------------- |
| 1    | 1    | 保険外交員 の巻                       |
| 1    | 2    | 白鳥                                  |
| 2    | 3    | 熱血！選抜甲子園                      |
| 2    | 4    | 罰ゲーム                              |
| 3    | 5    | 乳                                    |
| 3    | 6    | メイドさん危機一髪！                  |
| 4    | 7    | 第七話 村祭り たたき売り オークション |
| 4    | 8    | 家族サービス                          |
| 5    | 9    | ヲタ                                  |
| 5    | 10   | おりょう100%（パーセント）            |
| 6    | 11   | メイド萌え。                          |
| 6    | 12   | 漢流ドラマ                            |
| 7    | 13   | 今日は…                               |
| 7    | 14   | ミヨ'S犬（ドッグ）                    |
| 8    | 15   | マブダチ                              |
| 8    | 16   | 四面楚歌 SHIMENSOKA                   |
| 9    | 17   | ミヨ'S犬Jr.                           |
| 9    | 18   | しゅみとじつよう                      |
| 10   | 19   | 転校生                                |
| 10   | 20   | おやつは300円まで の巻                |
| 11   | 21   | ミヨ'S犬III                           |
| 11   | 22   | MAMORU'S BOOT CAMP                    |
| 12   | 23   | リラック○                             |
| 12   | 24   | URAHIGU THE FINAL                     |

## ひぐらしのなく頃に礼
第3期にあたるOVA作品。2009年2月25日から8月21日にかけて発売された。全5話で、「羞晒し編」「賽殺し編」「昼壊し編」の計3編で構成されている。
スタッフも若干入れ替わり、監督はテレビシリーズの今千秋から川瀬敏文（シリーズ構成兼任）に、キャラクターデザインもテレビシリーズの坂井久太から黒田和也へと交替した。
なお、必ずしも前期シリーズの続編となっていないので注意が必要である。第2話から第4話の賽殺し編については前期シリーズの後日談であるとされているが、第1話の羞晒し編は前期シリーズの後の話なのか不明であり、第5話の昼壊し編はひぐらしデイブレイクの世界観を読み物にした外伝のアニメ化であって前期シリーズとの関連は明かではない。
| パート                    | 脚本              | 絵コンテ          | 演出              | 作画監督            | 総作画監督        | 発売日            |                   |                   |                   |                   |                   |                   |                   |                   |                   |                   |                   |                   |                   |                   |                   |                   |                   |                   |
| 羞晒し編（第1話）         | 羞晒し編（第1話） | 羞晒し編（第1話） | 羞晒し編（第1話） | 羞晒し編（第1話）   | 羞晒し編（第1話） | 羞晒し編（第1話） | 羞晒し編（第1話） | 羞晒し編（第1話） | 羞晒し編（第1話） | 羞晒し編（第1話） | 羞晒し編（第1話） | 羞晒し編（第1話） | 羞晒し編（第1話） | 羞晒し編（第1話） | 羞晒し編（第1話） | 羞晒し編（第1話） | 羞晒し編（第1話） | 羞晒し編（第1話） | 羞晒し編（第1話） | 羞晒し編（第1話） | 羞晒し編（第1話） | 羞晒し編（第1話） | 羞晒し編（第1話） | 羞晒し編（第1話） |
| ------------------------- | ----------------- | ----------------- | ----------------- | ------------------- | ----------------- | ----------------- | ----------------- | ----------------- | ----------------- | ----------------- | ----------------- | ----------------- | ----------------- | ----------------- | ----------------- | ----------------- | ----------------- | ----------------- | ----------------- | ----------------- | ----------------- | ----------------- | ----------------- | ----------------- |
| -                         | 川瀬敏文          | 川瀬敏文          | 吉田俊司          | 宮川智恵子 村上真紀 | 阿部智之          | 2009年 2月25日    |                   |                   |                   |                   |                   |                   |                   |                   |                   |                   |                   |                   |                   |                   |                   |                   |                   |                   |
| 賽殺し編（第2話 - 第4話） |                   |                   |                   |                     |                   |                   |                   |                   |                   |                   |                   |                   |                   |                   |                   |                   |                   |                   |                   |                   |                   |                   |                   |                   |
| 其の壱                    | 川瀬敏文          | 川瀬敏文          | やしろ駿          | 阿部智之            | 阿部智之          | 3月25日           |                   |                   |                   |                   |                   |                   |                   |                   |                   |                   |                   |                   |                   |                   |                   |                   |                   |                   |
| 其の弐                    | 川瀬敏文          | 川瀬敏文          | 吉田俊司          | 村上真紀 松尾亜希子 | 阿部智之          | 5月22日           |                   |                   |                   |                   |                   |                   |                   |                   |                   |                   |                   |                   |                   |                   |                   |                   |                   |                   |
| 其の参                    | 川瀬敏文          | 川瀬敏文          | やしろ駿          | 八尋裕子            | 阿部智之          | 6月24日           |                   |                   |                   |                   |                   |                   |                   |                   |                   |                   |                   |                   |                   |                   |                   |                   |                   |                   |
| 昼壊し編（第5話）         |                   |                   |                   |                     |                   |                   |                   |                   |                   |                   |                   |                   |                   |                   |                   |                   |                   |                   |                   |                   |                   |                   |                   |                   |
| -                         | 川瀬敏文          | 斎藤哲人          | 吉田俊司          | 松尾亜希子 村上真紀 | 阿部智之          | 8月21日           |                   |                   |                   |                   |                   |                   |                   |                   |                   |                   |                   |                   |                   |                   |                   |                   |                   |                   |

## ひぐらしのなく頃に煌
第4期シリーズにあたるOVA。原作シリーズが2012年で10周年を迎えることから、「ひぐらし十周年記念作品」として、2011年7月21日から2012年1月25日にかけて全4巻のOVAシリーズとしてリリース。「喜・努・愛・楽」を各エピソードのテーマに、ファンディスク『ひぐらしのなく頃に礼』にて再録された原作「目明し編お疲れ様会」にあたる「罰恋し編」に加え、完全オリジナルエピソードとなる「妖戦し編」「結縁し編」「夢現し編」を題材とした計4編で構成される。
スタッフ編成も一部変更。監督は「OVAひぐらしのなく頃に礼」の川瀬敏文から橘秀樹に、キャラクターデザインも同作の黒田和也から阿部智之（総作画監督兼任）に交替となっている。
| 話数 | サブタイトル   | 脚本     | 絵コンテ | 演出     | 作画監督                   | 総作画監督 | 発売日         |
| ---- | -------------- | -------- | -------- | -------- | -------------------------- | ---------- | -------------- |
| 1    | 罰恋し編〜喜〜 | 川瀬敏文 | 橘秀樹   | 加藤敏幸 | 冨岡寛 松尾亜希子          | 阿部智之   | 2011年 7月21日 |
| 2    | 妖戦し編〜努〜 | 志茂文彦 | 橘秀樹   | 園田雅裕 | 阿部智之                   | 阿部智之   | 9月22日        |
| 3    | 結縁し編〜愛〜 | 川瀬敏文 | 橘秀樹   | 加藤敏幸 | 冨岡寛                     | 阿部智之   | 11月23日       |
| 4    | 夢現し編〜楽〜 | 志茂文彦 | 橘秀樹   | 橘秀樹   | 橘秀樹 松尾亜希子 阿部智之 | 阿部智之   | 2012年 1月25日 |

## ひぐらしのなく頃に拡〜アウトブレイク〜
小説「ひぐらしアウトブレイク」を原作に、OVAとしてアニメ化。全1話。
2013年8月に導入されるパチンコ「CRひぐらしのなく頃に頂」のプロモーションを兼ねており、パチンコ店の景品として置かれる他はアニメイトのみでの発売となる。
| 脚本     | 絵コンテ | 演出     | 作画監督                            | L5作画監督 | プロップ作画監督  | 総作画監督 |
| -------- | -------- | -------- | ----------------------------------- | ---------- | ----------------- | ---------- |
| 川瀬敏文 | 川瀬敏文 | 竹下健一 | 森本浩文 武本大介 松尾亜紀子 金順淵 | 西岡忍     | 石川洋一 岡戸智凱 | 森本浩文   |

## ひぐらしのなく頃に業・卒
パッショーネ制作によるテレビアニメシリーズ。『ひぐらしのなく頃に業』とその続編『ひぐらしのなく頃に卒』の2作で構成される。全39話。2020年10月から2021年9月にかけて、TOKYO MXほかにて放送された。
ひぐらしのなく頃に業
2020年10月から2021年3月にかけて放送された。全24話。出題編にあたる「鬼騙し編」「綿騙し編」「祟騙し編」「猫騙し編」と、解答編にあたる「郷壊し編」の計5編で構成される。
ひぐらしのなく頃に卒
2021年7月から9月にかけて放送された。全15話。解答編に当たる「鬼明し編」「綿明し編」「祟明し編」「神楽し編」の計4編で構成される。キャッチフレーズは「物語は戦慄の解答編へ」。

### シリーズの位置づけ
『ひぐらしのなく頃に』シリーズの完全新作。シナリオプロットは原作者の竜騎士07が書き下ろしている。なお、タイトルを繋げると「卒業」となるが、これはシリーズの最終章を意味するわけではない。
本作では北条沙都子を主役に据え、彼女の内面や成長する過程を深く掘り下げることを目的としている。竜騎士07によれば、その理由は、旧作において沙都子の成長物語を十分に描けなかったためだという。旧作の「祟殺し編」や「皆殺し編」における沙都子は、あくまで「お姫様ポジション」に留まり、能動的に動く機会がほとんどなかった。また、「ハッピーエンドを目指すには、ひとりの蛮行ではなく、皆の力を結集し正攻法で進むべき」というテーマに注力しすぎた結果、沙都子にスポットライトが当たらず、成長物語を描くことができなかったという。

### 製作（業・卒）

#### 沿革（業・卒）
2020年1月6日に『ひぐらしのなく頃に』のタイトルで新アニメプロジェクトの始動が告知。同タイトルで情報公開が行なわれ、第1話が放送された。その後、第2話のオンエアとともに、正式タイトル『ひぐらしのなく頃に業』が発表。第4話の放送終了後には、完全新作であることが明かされた。また、『業』の放送終了と同時に、続編『ひぐらしのなく頃に卒』の放送が告知された。

#### 企画経緯
本作の企画は、創通の岡村武真が前作『ひぐらしのなく頃に』のTVシリーズ完結後も、遊技機やOVA、さらに2012年の原作10周年イベントや2016年のTVアニメ化10周年記念イベントなど、節目ごとに新たな企画を模索していたことから始まる。当初は前作のHDリマスター案が検討されていたが、2017年頃、竜騎士07を含む関係者の間で「リメイクしたら面白いのではないか」という意見が浮上。これを受け、岡村は「それならば、いっそリメイクするのが良いのではないか」と発想を転換した。
このアイデアを具体化するため、岡村は別件で関わりのあったインフィニットの永谷敬之に相談。当初はリメイクを前提とした話だったが、永谷は「単なるリメイクではなく、新たな切り口を模索すべきではないか」と提案した。インフィニットがオリジナル作品を主に手がける会社であることや、現在の技術でリメイクするだけでは意義が薄いと考えたためだった。
この提案を受け、岡村と永谷は竜騎士07と打ち合わせを実施。その中で「リメイク作品だと思わせて、途中から新作へと変化するアニメはどうか」というアイデアが生まれた。竜騎士07はこれを快諾し、ファンの「もう一度記憶を消して『ひぐらし』を楽しみたい」という声に応える形で、新作のプロット執筆を約束した。そして、約1か月という短期間でプロットを完成させた。
竜騎士07が提出したプロットは膨大な分量で、結末まで詳細に描かれていた。岡村は「当初はざっくりとした相談だったため、アイデアベースの簡潔なプロットを想定していたが、実際には2～3センチの厚さがある分量に驚いた」と振り返る。永谷も「そのまま出版できるほど内容が詰まっている」と高く評価し、KADOKAWAの石上丈太郎も「ボリュームだけでなく、竜騎士07のやりたいことが明確に伝わる完成度だった」と述べている。プロデューサー陣はこのプロットを新しい『ひぐらし』として受け入れ、完全新作『業・卒』の制作が決定した。

#### 制作体制
製作委員会は、竜騎士07とのやり取りが多かった創通が幹事会社となり、KADOKAWAが共同幹事として参加する形で立ち上げられた。インフィニットは制作現場の管理と調整を担当した。KADOKAWAはBlu-ray・DVDの発売販売、出版窓口、宣伝業務、海外セールスを担当し、創通は委員会や原作サイドの調整および代理店業務を担った。
制作スタジオのパッショーネは、永谷の推薦により選ばれた。永谷によれば、パッショーネが手掛ける作品は尖った表現に定評があるため、『ひぐらし』特有のバイオレンス描写に適していると判断したという。また、スケジュール管理の観点からも、パッショーネはしっかりとコントロールできるスタジオとして評価された。
制作スタッフはパッショーネ主導で起用された。監督の川口敬一郎は、本作がパッショーネにとって初の2クール以上の作品であることから、同社の社長・西藤和広によって、長期シリーズの経験者として抜擢された。川口は、竜騎士07のプロットを読んだ際、その面白さに魅了され、即日で監督就任を決意した。また、本作の制作にあたり、原作ゲームや小説版、漫画版、アニメの過去作品など、すべてのメディア展開作品をチェックしたという。キャラクターデザイナーの渡辺明夫は、沙都子を魅力的に描ける人物として抜擢された。永谷は渡辺明夫の起用を「嬉しい誤算」と振り返っており、岡村も「まさかお願いできるとは思わなかった」と述べている。
竜騎士07はプロットを書き下ろしただけでなく、監修としてシナリオや絵コンテにも関わっている。彼によれば、本作の制作チームは『ひぐらし』シリーズに精通しており、過去作との関係性や物語の核心をしっかり把握していたため、修正はほとんど必要なかったという。

#### 制作方針
永谷によれば、本作は制作方針として、「原作者である竜騎士07の想いを尊重する」ことを最優先に掲げているという。『ひぐらし』は竜騎士07が長年書き進めてきた作品であり、内容を詰めるよりも原作の意図を受け入れる姿勢が重要だった。そのため、プロットに対して「こうしてほしい」と修正を求めることは一度もなかったという。岡村武真も「先生が考える仕掛けがなければ成立しない」と同意し、アニメ化の過程で細かな確認を行うに留めたと述べている。竜騎士07のプロットが「新しい『ひぐらし』として納得できる内容」だったため、制作陣は自然に受け入れることができたと永谷は振り返る。
表現規制について永谷は「日和らないで作る」という方針を強く打ち出したという。脚本会議の段階で表現を調整すると「味気ないものになる」と考えたため、「やりたいことをやった上で、どうするかを考える」アプローチを採用し、制作陣に対して抑制的要望を出すことはなかった。岡村も「放送できるかどうかは後で処理すればいい」と述べ、最初から制約を設けることで作品が縮こまるのを避ける方針を最初に定めたと語る。これに対し、KADOKAWAの石上丈太郎は、時代背景や海外展開を担当する立場から、各所に表現の確認を取ることがあったと明かす。ただし、石上も永谷の方針を支持し、「出来る限りそのまま」配信・パッケージ化する意向を示した。永谷は、バイオレンスを抑えることが『ひぐらし』の本質を損なうと考え、「アクセルを踏む」姿勢を貫き、調整が必要な部分はパッケージで補完する形を提案している。

#### プロモーション
本作のプロモーションでは、情報公開のタイミングが慎重にコントロールされた。石上によると、「どの情報を、いつ公開するか」が大きな課題だったという。前作では「原作のどの部分をアニメ化するのか」が注目されたが、本作では「まだ誰も知らない雛見沢」を提示するため、タイトル『業』を第2話の放送まで伏せる戦略が採られた。
永谷は、第1話では新作であることを隠し、「ひぐらしが帰ってきた」という印象を重視する方針を強く主張した。リメイクのように見せることで、前作を知るファンにも新規視聴者にも新たな発見を提供する狙いがあった。そのため、『業』のタイトルを第2話まで伏せる提案を行い、製作委員会で採用された。永谷自身は「新作であることを隠す必要はなかったかもしれない」と振り返りつつも、このミスリードが作品の受け入れに良い影響を与えたと振り返っている。
宣伝担当の石上は、場面写真の選定にも細心の注意を払ったという。例えば、圭一の母親のカットを公開した際、「圭一ママだ！」という大きな反響があり、ファンの熱量の高さを実感した。一方で、ネタバレを避けるためには慎重な判断が求められ、視聴者の反応を見ながら情報公開のバランスを調整する姿勢が取られた。
岡村は、毎週Twitterのトレンドに『業』が入る現象に触れ、ファン層の相互作用が予想以上の相乗効果を生んでいると評価している。永谷もまた、考察を通じたファンとのキャッチボールがプロモーションの一環として機能したと高く評価している。

#### 構成
本作では、序盤をリメイク作品のような展開に見せかけつつ、次第に独自のストーリーへと移行する構成が採用されている。「鬼騙し編」「綿騙し編」「祟騙し編」では、過去シリーズと似た流れを基盤にしつつ、新たな要素を織り交ぜることで、視聴者に違和感を抱かせる手法が取られた。
監督の川口敬一郎によると、「鬼騙し編」ではリメイクらしい雰囲気を意識しており、特に第1話では劇伴の使い方をスタジオディーン版に倣っている。また、第1話のエンディングテーマに島みやえい子の『ひぐらしのなく頃に』を起用できたことも、リメイク感を演出する上で効果的だったと語っている。
原作者の竜騎士07によれば、「郷壊し編」は旧作「祭囃し編」における鷹野三四の過去編に相当する位置づけだという。視聴者に沙都子への感情移入を促すため、この編が設けられたと説明している。

#### 脚本
シリーズ構成および脚本を手掛けたハヤシナオキは、永谷からオファーされて本作に参加した。当初は正式な依頼ではなく、リメイク企画が進行しているとの話を聞く形であったが、その後、正式にシリーズ構成としての参加が決定した。オファーを受けたハヤシは、まず徹底的に原作ゲームをプレイし直すことから始めた。シリーズに対する深い理解を得るための作業であったが、同時に一視聴者として純粋に楽しむことができなくなるという葛藤も抱えることとなった。竜騎士07が用意したプロットの冒頭数ページには、『業・卒』の核心部分が記されており、初めて目にした際には驚きを覚えたと振り返っている。
シリーズ構成に落とし込む際には、アニメの尺に合わせて視聴者の感情を動かす構成を意識した。ゲームや小説とは異なり、視聴者が受動的に物語を追うアニメは、一話約20分という時間枠の中で、適切な感情の流れを作り出す必要がある。そのため、各話ごとに視聴者の感情をどのように動かすかを重視し、特に「猫騙し編」では、テンポよく惨劇を畳み掛けることで、梨花の絶望感を視聴者に共有させる工夫を施した。
脚本執筆においては、シリーズ構成以上に難しさを感じたという。特に本作は、序盤での伏線が終盤に大きな意味を持つため、一度決定稿となると修正が困難な点がプレッシャーとなった。また、シナリオ会議においては、監督やプロデューサーから特にリクエストはなく、ハヤシのアイデアがほぼそのまま採用される形となった。特に「郷壊し編」の聖ルチーア学園のエピソードは、沙都子が追い詰められていく過程においてハヤシの提案が大きく反映されている。竜騎士07からのリクエストもほぼなく、脚本のリテイクもほとんど発生しなかった。また、リテイクが発生しても、内容面よりもキャラクターの服装といった設定に関する微調整が主だったという。ハヤシはこれを、リテイクが少なすぎることが逆に不安に感じられるほどであったと振り返っている。竜騎士07との初対面は、脚本作業の終盤に行われたヒット祈願の際であり、その際に「毎回楽しく読ませてもらっている」との言葉をもらい、ハヤシは安堵したという。
脚本の執筆に際しては、名シーンの再現にもこだわりがあった。「鬼騙し編」では、前シリーズのリメイクのように見せつつ、『業』独自の事件を進行させる必要があり、どこまで情報を伏せるかのバランスを模索した。また、「鬼隠し編」の象徴的なセリフやシーンを積極的に取り入れ、ファンにとって懐かしさを感じさせる工夫を行った。一方で、設定上「おはぎ」のエピソードを入れられなかった点には心残りもあった。
「祟騙し編」は特に執筆の難易度が高かったという。表面上の出来事と真実が大きく異なるため、フェアな見せ方を意識する必要があった。また、元となる「祟殺し編」が長尺であるため、5話に収めることに苦労したという。登場人物が増える終盤では、セリフや尺の管理にも細心の注意が必要となった。
「猫騙し編」では、梨花の心を折ることが目的となっており、執筆中も辛いシーンが多かったと振り返っている。特に赤坂の発症はファンにとって衝撃的であり、名セリフ「梨花ちゃん、君を助けに来た」をどのように使うかは慎重に判断した。また、沙都子の奉納演舞のシーンは、『業』全体の中でも重要な会話が含まれているため、じっくりと描かれるように工夫されている。
「郷壊し編」は完全なオリジナルエピソードであり、聖ルチーア学園の描写には自由度があったため、ハヤシ自身も楽しみながら執筆を進めたという。沙都子と梨花の関係性を描く上で最も重要視したのは、沙都子の梨花に対する「好き」という感情であり、その根幹を揺るがさないよう慎重に筆を進めた。

#### キャラクターデザイン
キャラクターデザイナーの渡辺明夫は、竜騎士07の原作イラストを基盤にデザインを起こすことを重視した。渡辺によると、過去のアニメシリーズも参考にしたが、特に原作絵の特徴を大切にし、等身を上げすぎないよう注意を払った。また、アニメーションでの動きやすさを考慮し、線を増やしすぎない設計を心がけたという。色彩については、背景との調和を図るため彩度を調整し、アップシーンでは画面が単調にならないよう髪にブラシを加えるなどの工夫を施した。
監督の川口敬一郎からは、キャラクターの目の表現に関する具体的な指示があった。『ひぐらし』の特徴である印象的な目をしっかりと見せることが求められ、特に目や眉が髪から透けて見えるように描くことが指示された。また、設定資料には必ず閉じた目の表現を入れることや、表情に関する細かなオーダーもあったという。しかし、基本的には原作を尊重する方針が維持されており、渡辺は比較的自由にキャラクターを描くことができたと振り返る。竜騎士07からの直接的なリクエストはなく、アニメ成功祈願の場で挨拶を交わした際も特に指示はなかったという。
個別のキャラクターデザインについては、それぞれの特徴や動きを考慮した工夫が施された。竜宮レナの私服には、動いてワンピースの下が見えても問題がないようホットパンツを採用。前原圭一は、お調子者の一面と男らしい決断力を両立させ、カッコよさを際立たせることに注力した。北条沙都子については、新たに八重歯の表現を設定し、制作現場と協議のうえ本編に反映。園崎魅音と詩音の双子は、描き分けのために魅音をややツリ目、詩音をややタレ目に調整した。また、魅音は背中を見せられないため、水着姿ではパーカーを着せて背中を隠すデザインとなった。羽入は天然で穏やかな表情を意識しつつ、角のバランス調整に苦労したと述べている。古手梨花の高校生姿では、髪のハネを抑えることで成長を表現した。
制作過程で特に筆が乗ったキャラクターとして、渡辺は大石蔵人を挙げている。彼のベルトにお腹の肉が乗る描写を楽しんで描いたという。一方で、圭一はアニメーターにとって似せづらいキャラクターだったらしく、渡辺のもとに修正カットが多数集まった。さらに、聖ルチーア学園の校章はアップ用に描いた作画が正式に採用され、本人も驚いたと語っている。

#### 映像表現
川口は映像制作において、物語の舞台である昭和の雰囲気を再現することに注力した。
演出・作画
昭和アニメや80年代のスプラッター映画のテイストを取り入れ、ワイプやコミカルな演出で懐かしさを表現しつつ、グロ描写を過激に描くことで、B級ホラー特有のギャグ感覚を加えている。特に、『業』第16話の沙都子が綿流しを行うシーンでは、『死霊のしたたり』を参考に表現を作り上げた。また、『卒』第14話および第15話の戦闘シーンでは、『幻魔大戦』など1980年代アニメ特有のスペクタクル感を意識した演出が施されている。さらに、全体を通して「見ているだけで痛みが伝わる」ような絵作りを心がけたという。
美術・音響
美術面では、雛見沢のモデルである白川郷へのロケハンが2018年夏に実施され、スタッフ間で村の雰囲気を共有した。また、最終回の駅ホームは旧名古屋駅をモチーフに、『旅と鉄道』誌の協力を得て、当時の資料をもとに再現。アナウンス音などの細部にもこだわりが反映されている。
課題
川口は、昭和の生活スタイルを再現する上で「若いスタッフとの認識のすり合わせ」が課題になったと語っている。例えば、缶ジュースのプルタブは現在では缶本体に残る仕様が一般的だが、当時は完全に外れるタイプが主流だった。この違いを知らない若いスタッフが作画修正時に「これはミスではないか」と指摘し、ベテランスタッフが驚く場面もあったという。また、大石が雛見沢分校でタバコをポイ捨てするシーンについても、昭和当時は行儀の悪い行為ではあったものの、現代ほど強く咎められるものではなかった。しかし、現在の視点では異様に映るため、演出面でも時代背景を考慮する必要があった。

#### 美術
本作の美術監督を務めた井上一宏は、オファーを受けた際、「凄いタイトルがきたな」と強い印象を受けたと語っている。前シリーズは未視聴だったものの、タイトルやロゴが記憶に残るほど印象的であり、人気のある話題作だと認識していたという。そのため、作品に取り組みやすく、やる気も高まったと述べている。
本作には「美術監督」「美術統括」「美術設定」という複数の役職が存在する。井上によると、美術監督の役割は、従来の線画デザインと着色に加え、美術設定の線画をもとに色のついた美術ボードを作成することにある。また、各話の背景担当者の割り振りやクオリティの均一化も担う。「美術統括」という役職は、草薙がスタジオ・イースターのシステムを導入した結果生まれたもので、本作では特に、第1・2話のスケジュールの都合で井上が作業できなかったため、山根左帆に現場監督を依頼した経緯から配置された。
美術ボードの制作にあたり、井上は細かい美術設定をそのまま着色するとキャラクターとの馴染みが悪くなると考え、圭一ら主要キャラクターの淡い色味に合わせて背景も淡い色調に調整したという。また、基本的には前作の色味を活かしつつ、小物については時代感を重視し、おもちゃ屋の商品や自販機の飲料などのディテールにも気を配った。さらに、美術ボードより本編背景のクオリティ維持を優先し、実現可能な範囲でのクオリティの落差を減らす方針を取ったと説明している。
本作の美術設定において、井上が所属する草薙は聖ルチーア学園を中心に担当した。学園のデザインは日本の明治期の洋館を参考にしており、木造の洋風建築の資料をもとに作業が進められたという。また、井上は美術ボードとして圭一とレナの待ち合わせ場所古手神社、雛見沢分校の教室などを担当。分校については、3Dテクスチャー原図をもとに色を塗り、2Dに見えるように仕上げた。監督の川口敬一郎からは細かい注文がなく、提出した美術ボードに対するリテイクもほとんどなかったため、スムーズに作業を進められたと振り返っている。
雛見沢の美術設定を見た際、井上はその情報量の多さと細部まで描き込まれたクオリティに圧倒され、「すごいな」と感じたという。特に綿流しの屋台の描き込みの細かさに驚き、通常なら省略される部分まで詳細に描かれていることに感嘆した。

#### 音響・音楽
本作の音響設計において、音響監督の森下広人は「音の力が非常に大きい」と述べており、特にサスペンスシーンにおいては効果音や息遣いのみで緊張感を高める方針をとった。川口からの要望もあり、前半の日常シーンでは賑やかな音楽やギャグ的な効果音を多用し、一方でサスペンスフルなシーンでは音楽を抑制することで対比を際立たせた。加えて、川口監督は「沙都子はもっとかわいく」という指示を頻繁に出しており、部活メンバーとの遊びのシーンでは彼女の無邪気さを強調する演出が行われた。
音楽については、前シリーズの楽曲を使用することでシリーズの連続性を持たせる方針がとられた。ただし、沙都子と梨花に関する楽曲は前シリーズでは比較的少なかったため、新たに川井憲次が彼女たちをテーマとした楽曲を追加制作した。川井によると、元の曲の雰囲気とは異なるオーダーがあったため、まとめるのに苦労したという。
効果音に関しては、特に猟奇的なシーンでは「フルスロットル」での演出を目指し、残酷な描写を引き立たせるための調整が行われた。また、ひぐらしの鳴き声をどのように配置するかも音響設計の重要な要素であり、演出意図に応じて効果的に用いられた。
本作の音楽を担当した川井憲次は、続編決定時に「また雛見沢に戻れるし、みんなと会える」と感じ、嬉しさとともに物語の展開への期待を抱いたと述べている。ストーリーについては詳細を聞かされておらず、「今までの世界観を踏襲しつつ変わる」という大まかな説明を受けたのみだったという。
新規楽曲の制作では、メインテーマのアレンジに特に注力した。川井によると、過去のシリーズではバス・フルートや女性ボーカルを用いたが、『業・卒』では異なるニュアンスを求めて馬頭琴を選んだ。この選択に際し、モンゴル出身の奏者イラナと協力し、独特の装飾音や演舞の仕方を煮詰めた。イラナが日本語を流暢に話せたため、川井の意図を正確に汲み取れたことが制作に寄与したと語っている。また、監督や音響監督からは「今までの路線で」という全体的なリクエストがあったが、綿流しの演舞曲は例外で、監督提供の実写ムービーのタイミングに合わせて制作された。
印象深い楽曲として、川井は広谷順子が歌った初代テーマ曲を挙げた。広谷が『ひぐらし』の世界観を表現できると信じて依頼した結果、その期待に応えた仕上がりになったと評価している。しかし、『業・卒』での再起用は叶わず、川井は彼女の逝去を悼みつつ冥福を祈ったという。

#### キャスティング・収録
本作の収録では、前シリーズから続投するキャスト陣が多く、各役者の理解度が高いことから、演技の自由度を重視したディレクションが行われた。森下広人は「型にはめるやり方ではなく、のびのび演じてもらうことを重視した」と述べており、初回の演技を基準に細かな調整を行う方針を採用した。
キャラクターの年齢感については、キャラクターデザインが前シリーズより幼く見えるため、演技面での調整が求められた。特に圭一、レナ、魅音が大学生として登場する際には、大人びた演技を求めつつも、従来のキャラクター性を維持するバランスが重視された。また、沙都子と梨花に関しては、小学生から高校生までの年齢変化が描かれるため、シーンごとに適切な演技の切り替えが求められた。
収録は分割方式で行われ、各役者が個別に収録する形が基本となったが、掛け合いがあるキャスト同士は極力同じ時間帯に収録を行うよう調整された。一方で、群衆シーンのガヤ収録に関しては、通常であれば複数人が同時に収録するところを、個別に収録する方式が取られたため、セリフの内容が重複する問題が発生することもあった。
新キャラクターのエウア役には日髙のり子が起用された。日髙のり子は、エウアの存在感にふさわしい声優としてオファーされた。監督の川口は、印象に残った場面として「エウアが角を折られて子どもになるシーン」を挙げている。当初は子どもの声と大人の声を別々に録音し、後で調整する予定だったが、日髙がその場で演じ分けたため、その技術に感銘を受けたという。
収録は物語の全貌を明かさず進められ、キャストには毎週台本を渡す形をとった。ただし、キーパーソンであるかないみかには事前に「沙都子が過酷な展開を迎える」と伝えていた。一方、騙される側の田村ゆかりにはネタバレを一切せずに収録に臨ませた。川口は、話数順に収録する必要がある中で、後半の出来事を先に演じる場面もあり、キャストへの状況説明に苦労したと振り返っている。

### 評価・反響
「ニュータイプアニメアワード2021-2022」では、作品賞として5位にランクインした。
「＃Twitterトレンド大賞」アニメトレンド2021において、7月および8月のトレンドワードとして、公式ハッシュタグ「#ひぐらし卒」が紹介された。前作のハッピーエンドを覆す新たなシナリオが展開されることが明らかになり、Twitter上で大きな反響を呼んだ。登場人物が前作を超える惨劇に巻き込まれる展開が話題となり、最終話にて原作で使用された楽曲「You」が採用されたことが往年のファンの間で評価された。Twitter上では、新エピソードの展開に対する考察や、最終回の演出に対する驚き、満足感などを示すツイートが多く見られた。

### あらすじ（業）
鬼騙し編
鬼隠し編によく似た物語。
梨花はカケラの海で目覚め、「羽入の残り香」から再び昭和58年に送られると告げられる。梨花は惨劇を跳ね返し、未来を勝ち取ると決意。圭一はレナの不審な言動や態度に疑心暗鬼になっていたが、梨花は仲間を疑わないようアドバイスする。だが、圭一は発狂したレナに襲われ、梨花も沙都子と一緒に何者かに殺される。
綿騙し編
綿流し編によく似た物語。
部活メンバーはおもちゃ屋のゲーム大会に参加。圭一は梨花のアドバイスで景品の人形を魅音に譲る。綿流しの夜、圭一は詩音、富竹、鷹野と神社の祭具殿を探索。翌日、富竹、鷹野、村長が行方不明になる。分校内で梨花も姿を消し、魅音も様子がおかしくなる。魅音は圭一を園崎家の地下に監禁。刑事の大石が圭一を救助するが、地下の井戸から詩音たちの遺体、分校の便槽から梨花の遺体が発見される。魅音は沙都子と亡くなっていた。
祟騙し編
祟殺し編と皆殺し編によく似た物語。
沙都子は村に戻ってきた叔父の北条鉄平に虐待される。圭一たちの奔走で児童相談所が動き、鉄平は警察に逮捕される。綿流しの夜、圭一は沙都子に誘われ、北条家を訪ねるが、なぜか釈放されていた鉄平に殴りつけられる。病院で目覚めた圭一は、刑事の大石が神社で拳銃を乱射し、梨花たちが死んだとレナに聞かされる。
猫騙し編
祟騙し編の続編。
大石に殺された梨花はカケラの海で目覚める。羽入は自分の残りの力を全て使って梨花に死の直前の記憶が残る能力を修復し、「死があらたな世界のはじまりでしかない繰り返す者を殺す」神剣・鬼狩柳桜（おにがりのりゅうおう）の存在を教えて消える。雛見沢に戻った梨花は祭具殿を探すが、残っていたのは剣のかけらだった。惨劇を繰り返す中、梨花は雛見沢を離れようと思っていたことを反省する。すると惨劇は起きなくなったが、梨花はそれを不審に思い、沙都子に疑いの目を向ける。
郷壊し（さとこわし）編
これまでの結末に至る経緯が明かされる。
中学生になった沙都子は、雛見沢症候群も完治。梨花は雛見沢を出るため、名門・聖ルチーア学園受験を決意し、沙都子を誘う。二人は猛勉強の末合格。しかし、入学後は学園の人気者になっていく梨花に対し、勉強嫌いの沙都子は落ちこぼれ、補習クラスに落とされる。孤立した沙都子は受験を激しく後悔する。久しぶりに雛見沢に帰った沙都子は、祭具殿からカケラの海に入り、エウアと出会う。エウアから「死によって時を繰り返す能力」を与えられた沙都子は昭和58年に戻り、梨花に受験をあきらめさせようとするが、何度繰り返しても梨花は意思を曲げない。さらに沙都子の能力の影響で鉄平や鷹野が改心し、雛見沢に惨劇のルールがなくなってしまう。沙都子は「梨花と雛見沢で楽しく暮らす」という願いを叶えるため、自分がオヤシロさまの祟りになると決意し、診療所からH173のアンプルを盗む。

### あらすじ（卒）
鬼明し編
鬼騙し編の解答編。
レナは同居する父親が毎夜飲みに出かけることに不安を感じていた。部活動で疲れたレナが保健室で寝ていると、沙都子がH173を注射する。雛見沢症候群を発症したレナは過去の経験から家庭を守るため、ホームセンターで刃物を買い込み、レナを訪ねてきた間宮リナを殺害。ゴミ捨て場に死体を隠す。圭一の発言から、殺害を見られたと思い込んだレナは、前原家に侵入して圭一を殺そうとして返り討ちに遭い殺される。梨花は過去の記憶から圭一にレナを疑わないようアドバイスしていたが、惨劇を回避出来なかったことに驚愕し、包丁で自ら命を絶つ。死によって時間を繰り返す能力を持った沙都子は、梨花を完全に屈服させ運命を変えるため、その後を追う。
綿明し編
綿騙し編の解答編。
沙都子は叔父の北条鉄平を利用して拳銃を入手する。部活メンバーがおもちゃ屋のゲーム大会に参加した際、いち早くゲームを終えた沙都子はどの欠片でも雛見沢症候群を発症していなかった魅音をターゲットに選び隙を見てH173を注射する。梨花のアドバイスで圭一が景品の人形を魅音に譲ると魅音は圭一に好意を抱く。後日行われたカレーの調理実習の後、お腹を空かしている圭一に魅音は詩音に変装して弁当をプレゼントする。気付かない圭一は詩音とデートし、偶然出くわした魅音は雛見沢症候群に蝕まれていく。綿流しの夜、魅音は圭一が自分たちと一緒に行動せず詩音、富竹、鷹野と神社の祭具殿を探索したことを知る。オヤシロ様の祟りに圭一が巻き込まれると思いこんだ魅音は、詩音を問いただそうとして殺害してしまう。その後、圭一を狙うオヤシロ様の祟りが雛見沢御三家によるものだと思い込んだ魅音は、園崎お魎、公由喜一郎を拷問の後殺害。学校で圭一を問い詰めていた梨花も殺害し、死体を分校の便槽に落とす。その後、圭一を守るため魅音は圭一を園崎家の地下に監禁。沙都子は魅音の家に潜り込み、魅音から梨花を殺したと聞いたあと、魅音を拳銃で撃ち殺し自らも梨花を追うため命を絶つ。
祟明し編
祟騙し編の解答編。
沙都子は叔父の北条鉄平に雛見沢村でいじめられていると訴え、村で同居を始める。学校では虐待されているかのようにふるまい、圭一たちは役所へ陳情する。鉄平は沙都子を助けるため刑事の大石に相談。沙都子は北条家を訪ねてきた大石にH173を注射する。発症した大石は連続怪死事件の犯人をあぶりだそうと神社や北条家を荒らす。北条家に児童相談所の調査が入ると、沙都子はいやがらせだと説明し、圭一たちには鉄平が逮捕されたと嘘をつく。綿流しの日、沙都子は用済みになった鉄平を射殺しようとするが、もう一人の沙都子が止めに入り、カケラの海でもみ合いになる。魔女になりはてた沙都子は自分の姿であらわれた良心を撃ち、鉄平を射殺。さらに圭一を北条家に招き、バットで撲殺する。死体を見た大石は事件の黒幕は梨花と思い込み、神社で拳銃を乱射する。
神楽し編
猫騙し編の解答とその続きを描いている。
羽入はカケラの海に戻った梨花に、神剣・鬼狩柳桜の存在を明かす。しかし、それを覗き見ていた沙都子は先回りし、祭具殿から剣を隠してしまう。一方、羽入はエウアを見つけ出すが拘束され、惨劇の果てに心が折れた梨花の姿を見せつけられる。その後、梨花は雛見沢で平穏な日々を送っていたが、沙都子の誕生日に惨劇の記憶が蘇り、沙都子に疑いの目を向ける。沙都子は梨花に正体を悟られたと気づき、銃で梨花を殺害した後、自らも命を絶つ。以後、梨花と沙都子は争って殺害に至る惨劇を繰り返し、ついに鬼狩柳桜を巡る争いとなる。梨花は鬼狩柳桜を手にしたが、それを投げ捨て素手で沙都子を殴りつける。羽入は拘束を破り、鬼狩柳桜を出現させてエウアの角に傷をつける。能力が衰えたエウアは高笑いしながら姿を消す。梨花は殴り合いの末、ようやく沙都子の勉強アレルギーを認める。中学を卒業した春、梨花は聖ルチーア学園入学のため旅立つ。見送りにきた沙都子は繰り返す者同士だからこそ離れて暮らすことをお互い確認する。沙都子は雛見沢村で叔父の鉄平たちとの新しい生活を始める。

### 各話リスト（業・卒）
| パート                      | 脚本                      | 絵コンテ                  | 演出                      | 作画監督 | 総作画監督                                                                                       | 初放送日                  |                           |                           |                           |                           |                           |                           |                           |                           |                           |                           |                           |                           |                           |                           |                           |                           |                           |                           |
| 鬼騙し編（第1話 - 第4話）   | 鬼騙し編（第1話 - 第4話） | 鬼騙し編（第1話 - 第4話） | 鬼騙し編（第1話 - 第4話） | 鬼騙し編（第1話 - 第4話）                                                                                             | 鬼騙し編（第1話 - 第4話）                                                                        | 鬼騙し編（第1話 - 第4話） | 鬼騙し編（第1話 - 第4話） | 鬼騙し編（第1話 - 第4話） | 鬼騙し編（第1話 - 第4話） | 鬼騙し編（第1話 - 第4話） | 鬼騙し編（第1話 - 第4話） | 鬼騙し編（第1話 - 第4話） | 鬼騙し編（第1話 - 第4話） | 鬼騙し編（第1話 - 第4話） | 鬼騙し編（第1話 - 第4話） | 鬼騙し編（第1話 - 第4話） | 鬼騙し編（第1話 - 第4話） | 鬼騙し編（第1話 - 第4話） | 鬼騙し編（第1話 - 第4話） | 鬼騙し編（第1話 - 第4話） | 鬼騙し編（第1話 - 第4話） | 鬼騙し編（第1話 - 第4話） | 鬼騙し編（第1話 - 第4話） | 鬼騙し編（第1話 - 第4話） |
| --------------------------- | ------------------------- | ------------------------- | ------------------------- | --- | ------------------------------------------------------------------------------------------------ | ------------------------- | ------------------------- | ------------------------- | ------------------------- | ------------------------- | ------------------------- | ------------------------- | ------------------------- | ------------------------- | ------------------------- | ------------------------- | ------------------------- | ------------------------- | ------------------------- | ------------------------- | ------------------------- | ------------------------- | ------------------------- | ------------------------- |
| 其の壱                      | ハヤシナオキ              | 川口敬一郎                | さんぺい聖                | 岩崎たいすけ | 渡辺明夫                                                                                         | 2020年 10月1日            |                           |                           |                           |                           |                           |                           |                           |                           |                           |                           |                           |                           |                           |                           |                           |                           |                           |                           |
| 其の弐                      | ハヤシナオキ              | 川口敬一郎                | 中村近世                  | 田守優希 島崎望 成松義人 服部憲知 五十子忍 清水麻美                                                                   | 渡辺明夫 岩崎たいすけ 水上ろんど 植田和幸                                                        | 10月8日                   |                           |                           |                           |                           |                           |                           |                           |                           |                           |                           |                           |                           |                           |                           |                           |                           |                           |                           |
| 其の参                      | ハヤシナオキ              | 川口敬一郎                | 龍輪直征                  | 海堂ひろゆき 小林史緒里 佐々木洋也 伊集院いづろ 石原恵治 森川侑紀                                                     | 渡辺明夫 岩崎たいすけ                                                                            | 10月15日                  |                           |                           |                           |                           |                           |                           |                           |                           |                           |                           |                           |                           |                           |                           |                           |                           |                           |                           |
| 其の四                      | ハヤシナオキ              | 川口敬一郎                | 浅利藤彰                  | 柳沢まさひで | 渡辺明夫 岩崎たいすけ                                                                            | 10月22日                  |                           |                           |                           |                           |                           |                           |                           |                           |                           |                           |                           |                           |                           |                           |                           |                           |                           |                           |
| 綿騙し編（第5話 - 第8話）   |                           |                           |                           | |                                                                                                  |                           |                           |                           |                           |                           |                           |                           |                           |                           |                           |                           |                           |                           |                           |                           |                           |                           |                           |                           |
| 其の壱                      | 川口敬一郎                | 杉島邦久                  | 浅利藤彰                  | 阪本麻衣 佐藤裕子 中尾高之 金城優 築山翔太 金正宇 朴順玉                                                              | 渡辺明夫 岩崎たいすけ 近藤源一郎 水上ろんど 伊集院いづろ 森川侑紀 日向晴香                       | 10月29日                  |                           |                           |                           |                           |                           |                           |                           |                           |                           |                           |                           |                           |                           |                           |                           |                           |                           |                           |
| 其の弐                      | 川口敬一郎                | 石黒達也                  | よんぺい                  | 森川侑紀 細田沙織 阪本麻衣 石原恵治 中尾高之 阿部可奈子 染谷友梨花 スガジオ ギガ                                      | 渡辺明夫 岩崎たいすけ 森川侑紀 日向晴香                                                          | 11月5日                   |                           |                           |                           |                           |                           |                           |                           |                           |                           |                           |                           |                           |                           |                           |                           |                           |                           |                           |
| 其の参                      | 川口敬一郎                | 佐野隆史                  | 中村近世                  | 田守優希 島崎望 成松義人 服部憲知 柳孝相                                                                              | 渡辺明夫 岩崎たいすけ 水上ろんど                                                                 | 11月12日                  |                           |                           |                           |                           |                           |                           |                           |                           |                           |                           |                           |                           |                           |                           |                           |                           |                           |                           |
| 其の四                      | 川口敬一郎                | 佐野隆史                  | 池端隆史                  | 近藤源一郎 阿部可奈子 阪本麻衣 Kim JW Kim S Jeon JM                                                                   | 渡辺明夫 近藤源一郎 柳沢まさひで                                                                 | 11月19日                  |                           |                           |                           |                           |                           |                           |                           |                           |                           |                           |                           |                           |                           |                           |                           |                           |                           |                           |
| 祟騙し編（第9話 - 第13話）  |                           |                           |                           | |                                                                                                  |                           |                           |                           |                           |                           |                           |                           |                           |                           |                           |                           |                           |                           |                           |                           |                           |                           |                           |                           |
| 其の壱                      | ハヤシナオキ              | 高橋丈夫                  | 後藤康徳                  | 日向晴香 満若たかよ 村松尚雄 岩田幸子 阿部可奈子 染谷友梨花 Nyki Ikyn 王悦春 王其琪 郭婷                              | 渡辺明夫 岩崎たいすけ 水上ろんど 橋本英樹 古川英樹                                               | 11月26日                  |                           |                           |                           |                           |                           |                           |                           |                           |                           |                           |                           |                           |                           |                           |                           |                           |                           |                           |
| 其の弐                      | ハヤシナオキ              | さんぺい聖                | 中村近世 間島崇寛         | 鷲田敏弥 田守優希 門智昭 飯飼一幸 柳孝相 星月動画                                                                     | 渡辺明夫 岩崎たいすけ 水上ろんど 森川侑紀                                                        | 12月3日                   |                           |                           |                           |                           |                           |                           |                           |                           |                           |                           |                           |                           |                           |                           |                           |                           |                           |                           |
| 其の参                      | ハヤシナオキ              | 高橋丈夫                  | おゆなむ                  | 阿部可奈子 染谷友梨花 Nyki Ikyn 七霊石                                                                                | 渡辺明夫 岩崎たいすけ 水上ろんど 柳沢まさひで 橋本英樹 近藤源一郎 日向晴香 伊集院いづろ 森川侑紀 | 12月10日                  |                           |                           |                           |                           |                           |                           |                           |                           |                           |                           |                           |                           |                           |                           |                           |                           |                           |                           |
| 其の四                      | ハヤシナオキ              | 高橋成世                  | 後藤康徳                  | 佐藤敏明 佐藤祐子 佐々木洋也 吉田潤 胡陽樹 亀田朋幸 Won MN Seo SY 阪本麻衣 竹谷徹平                                   | 渡辺明夫 岩崎たいすけ 柳沢まさひで 橋本英樹                                                      | 12月17日                  |                           |                           |                           |                           |                           |                           |                           |                           |                           |                           |                           |                           |                           |                           |                           |                           |                           |                           |
| 其の伍                      | ハヤシナオキ              | 高橋丈夫                  | 浅利藤彰                  | 海堂ひろゆき 小林史緒里 石原恵治 佐々木洋也 髙橋竜弥 鳥山冬美 中熊太一 森友宏樹 白井英治 中村優作 阪本麻衣 阿部可奈子 | 渡辺明夫 岩崎たいすけ 日向晴香 橋本英樹 森川侑紀 近藤源一郎                                      | 12月24日                  |                           |                           |                           |                           |                           |                           |                           |                           |                           |                           |                           |                           |                           |                           |                           |                           |                           |                           |
| 猫騙し編（第14話 - 第17話） |                           |                           |                           | |                                                                                                  |                           |                           |                           |                           |                           |                           |                           |                           |                           |                           |                           |                           |                           |                           |                           |                           |                           |                           |                           |
| 其の壱                      | ハヤシナオキ              | 石黒達也                  | 青柳宏宜                  | 細田沙織 満若たかよ 王悦春 Cho.W.H Jeon.J.M Ju.H.N                                                                    | 渡辺明夫 岩崎たいすけ 近藤源一郎 古川英樹 森川侑紀                                               | 2021年 1月8日             |                           |                           |                           |                           |                           |                           |                           |                           |                           |                           |                           |                           |                           |                           |                           |                           |                           |                           |
| 其の弐                      | ハヤシナオキ              | 石黒達也                  | 所俊克                    | 鷲田敏弥 田守優希 佐藤敏明 細田沙織 星月動画                                                                          | 渡辺明夫 岩崎たいすけ 水上ろんど 森川侑紀                                                        | 1月15日                   |                           |                           |                           |                           |                           |                           |                           |                           |                           |                           |                           |                           |                           |                           |                           |                           |                           |                           |
| 其の参                      | ハヤシナオキ              | 佐野隆史                  | 臼井貴彦                  | 小島えり 米田雄哉 | 古川英樹                                                                                         | 1月22日                   |                           |                           |                           |                           |                           |                           |                           |                           |                           |                           |                           |                           |                           |                           |                           |                           |                           |                           |
| 其の四                      | ハヤシナオキ              | 佐野隆史                  | 後藤康徳                  | 佐藤敏明 築山翔太 竹谷徹平 中熊太一 UEC                                                                               | 渡辺明夫 岩崎たいすけ 柳沢まさひで 橋本英樹 森川侑紀 古川英樹                                    | 1月29日                   |                           |                           |                           |                           |                           |                           |                           |                           |                           |                           |                           |                           |                           |                           |                           |                           |                           |                           |
| 郷壊し編（第18話 - 第24話） |                           |                           |                           | |                                                                                                  |                           |                           |                           |                           |                           |                           |                           |                           |                           |                           |                           |                           |                           |                           |                           |                           |                           |                           |                           |
| 其の壱                      | ハヤシナオキ              | 島津裕之                  | 龍輪直征                  | 佐藤裕子 植竹康彦 王悦春 中熊太一 細田沙織 石原恵治                                                                   | 渡辺明夫 岩崎たいすけ 近藤源一郎 水上ろんど 日向晴香                                             | 2月5日                    |                           |                           |                           |                           |                           |                           |                           |                           |                           |                           |                           |                           |                           |                           |                           |                           |                           |                           |
| 其の弐                      | ハヤシナオキ              | 川口敬一郎                | 間島崇寛                  | 高橋和徳 陣内美帆 村松尚雄 小川玖理周 日向晴香 中熊太一 井上なつみ 阿部可奈子 竹谷徹平                                | 渡辺明夫 岩崎たいすけ 柳沢まさひで                                                               | 2月12日                   |                           |                           |                           |                           |                           |                           |                           |                           |                           |                           |                           |                           |                           |                           |                           |                           |                           |                           |
| 其の参                      | ハヤシナオキ              | 川口敬一郎                | 浅利藤彰                  | 井上貴騎 海堂ひろゆき 石原恵治 小林史緒里 佐藤祐子 阿部可奈子 王悦春 中熊太一 阪本麻衣                                | 渡辺明夫 岩崎たいすけ 水上ろんど 森川侑紀 日向晴香                                               | 2月19日                   |                           |                           |                           |                           |                           |                           |                           |                           |                           |                           |                           |                           |                           |                           |                           |                           |                           |                           |
| 其の四                      | ハヤシナオキ              | 高橋成世                  | 平向智子                  | 辻村歩 宮崎里美 | 渡辺明夫 岩崎たいすけ                                                                            | 2月26日                   |                           |                           |                           |                           |                           |                           |                           |                           |                           |                           |                           |                           |                           |                           |                           |                           |                           |                           |
| 其の伍                      | ハヤシナオキ              | 高橋丈夫                  | 北村充基                  | 佐藤敏明 吉田潤 | 渡辺明夫 岩崎たいすけ 伊集院いづろ 森川侑紀                                                      | 3月5日                    |                           |                           |                           |                           |                           |                           |                           |                           |                           |                           |                           |                           |                           |                           |                           |                           |                           |                           |
| 其の六                      | ハヤシナオキ              | 島津裕之                  | 所俊克                    | 鷲田敏弥 田守優希 田之上慎 服部憲治 島崎望 佐藤敏明 中熊太一                                                          | 渡辺明夫 日向晴香 森川侑紀 古川英樹                                                              | 3月12日                   |                           |                           |                           |                           |                           |                           |                           |                           |                           |                           |                           |                           |                           |                           |                           |                           |                           |                           |
| 其の七                      | ハヤシナオキ              | 高橋成世                  | 嵯峨敏                    | 小林史緒里 海堂ひろゆき 石原恵治 佐々木洋也 細田沙織 岩田幸子 能條理行                                                | 渡辺明夫 岩崎たいすけ 水上ろんど 近藤源一郎 日向晴香                                             | 3月19日                   |                           |                           |                           |                           |                           |                           |                           |                           |                           |                           |                           |                           |                           |                           |                           |                           |                           |                           |

| パート                      | 脚本                      | 絵コンテ                  | 演出                      | 作画監督                                                                                    | 総作画監督                                                                                                   | 初放送日                  |                           |                           |                           |                           |                           |                           |                           |                           |                           |                           |                           |                           |                           |                           |                           |                           |                           |                           |
| 鬼明し編（第1話 - 第3話）   | 鬼明し編（第1話 - 第3話） | 鬼明し編（第1話 - 第3話） | 鬼明し編（第1話 - 第3話） | 鬼明し編（第1話 - 第3話）                                                                   | 鬼明し編（第1話 - 第3話）                                                                                    | 鬼明し編（第1話 - 第3話） | 鬼明し編（第1話 - 第3話） | 鬼明し編（第1話 - 第3話） | 鬼明し編（第1話 - 第3話） | 鬼明し編（第1話 - 第3話） | 鬼明し編（第1話 - 第3話） | 鬼明し編（第1話 - 第3話） | 鬼明し編（第1話 - 第3話） | 鬼明し編（第1話 - 第3話） | 鬼明し編（第1話 - 第3話） | 鬼明し編（第1話 - 第3話） | 鬼明し編（第1話 - 第3話） | 鬼明し編（第1話 - 第3話） | 鬼明し編（第1話 - 第3話） | 鬼明し編（第1話 - 第3話） | 鬼明し編（第1話 - 第3話） | 鬼明し編（第1話 - 第3話） | 鬼明し編（第1話 - 第3話） | 鬼明し編（第1話 - 第3話） |
| --------------------------- | ------------------------- | ------------------------- | ------------------------- | ------------------------------------------------------------------------------------------- | --- | ------------------------- | ------------------------- | ------------------------- | ------------------------- | ------------------------- | ------------------------- | ------------------------- | ------------------------- | ------------------------- | ------------------------- | ------------------------- | ------------------------- | ------------------------- | ------------------------- | ------------------------- | ------------------------- | ------------------------- | ------------------------- | ------------------------- |
| 其の壱                      | ハヤシナオキ              | さんぺい聖                | さんぺい聖                | 近藤源一郎 橋本英樹 井上貴騎 石原恵治 海堂ひろゆき 桜井正明 畠山佳苗 出雲誉明               | 渡辺明夫 岩崎たいすけ                                                                                        | 2021年 7月1日             |                           |                           |                           |                           |                           |                           |                           |                           |                           |                           |                           |                           |                           |                           |                           |                           |                           |                           |
| 其の弐                      | ハヤシナオキ              | 森本育郎                  | 由井翠                    | LAZZ 阿部可奈子 山根あおい Nyki Ikyn                                                        | 岩崎たいすけ 日向晴香 出雲誉明 水上ろんど 今井雅美                                                           | 7月2日                    |                           |                           |                           |                           |                           |                           |                           |                           |                           |                           |                           |                           |                           |                           |                           |                           |                           |                           |
| 其の参                      | ハヤシナオキ              | 高橋丈夫                  | 北村充基 青柳宏宜         | 辻村歩 河本零王 海堂ひろゆき 小林史緒里 佐藤好 中熊太一                                     | 渡辺明夫 岩崎たいすけ 森川侑紀                                                                               | 7月8日                    |                           |                           |                           |                           |                           |                           |                           |                           |                           |                           |                           |                           |                           |                           |                           |                           |                           |                           |
| 綿明し編（第4話 - 第6話）   |                           |                           |                           |                                                                                             | |                           |                           |                           |                           |                           |                           |                           |                           |                           |                           |                           |                           |                           |                           |                           |                           |                           |                           |                           |
| 其の壱                      | ハヤシナオキ              | 高橋成世                  | 龍輪直征                  | 海堂ひろゆき 小林史緒里 中熊太一 細田沙織 佐藤好 佐々木洋也 前田義宏 呉耀 雨宮英雄 山崎梨楽 | 渡辺明夫 岩崎たいすけ 水上ろんど 桜井正明 武本大介 森川侑紀                                                  | 7月15日                   |                           |                           |                           |                           |                           |                           |                           |                           |                           |                           |                           |                           |                           |                           |                           |                           |                           |                           |
| 其の弐                      | ハヤシナオキ              | 佐野隆史                  | 所俊克                    | 鷲田敏弥 田守優希 村田陽祐 小林史緒里 細田沙織 佐藤好                                       | 岩崎たいすけ 日向晴香 古川英樹 桜井正明 出雲誉明 石原恵治 吉田龍一郎                                         | 7月22日                   |                           |                           |                           |                           |                           |                           |                           |                           |                           |                           |                           |                           |                           |                           |                           |                           |                           |                           |
| 其の参                      | ハヤシナオキ              | 高橋丈夫                  | 石黒達也                  | 日根野優子 村田陽祐 佐藤好                                                                  | 渡辺明夫 岩崎たいすけ 古川英樹                                                                               | 7月29日                   |                           |                           |                           |                           |                           |                           |                           |                           |                           |                           |                           |                           |                           |                           |                           |                           |                           |                           |
| 祟明し編（第7話 - 第11話）  |                           |                           |                           |                                                                                             | |                           |                           |                           |                           |                           |                           |                           |                           |                           |                           |                           |                           |                           |                           |                           |                           |                           |                           |                           |
| 其の壱                      | ハヤシナオキ              | 佐野隆史                  | 浅利藤彰                  | 海堂ひろゆき 小林史緒里 佐々木洋也 佐藤好 細田沙織 石原恵治 鳥山冬美 中熊太一 降籏秀吉      | 桜井正明 日向晴香 畠山佳苗 吉田龍一郎                                                                        | 8月5日                    |                           |                           |                           |                           |                           |                           |                           |                           |                           |                           |                           |                           |                           |                           |                           |                           |                           |                           |
| 其の弐                      | ハヤシナオキ              | 島津裕行                  | 嵯峨敏                    | 村田陽祐 井上貴騎 中熊太一 細田沙織 清水博幸 前田義宏 松村康功 海堂ひろゆき                 | 岩崎たいすけ 近藤源一郎 武本大介 吉田龍一郎 畠山佳苗 桜井正明                                                | 8月12日                   |                           |                           |                           |                           |                           |                           |                           |                           |                           |                           |                           |                           |                           |                           |                           |                           |                           |                           |
| 其の参                      | ハヤシナオキ              | 島津裕行                  | 由井翠                    | LAZZ 紺野みすみ                                                                             | 渡辺明夫 早坂皐月 水上ろんど 近藤源一郎                                                                      | 8月19日                   |                           |                           |                           |                           |                           |                           |                           |                           |                           |                           |                           |                           |                           |                           |                           |                           |                           |                           |
| 其の四                      | ハヤシナオキ              | 高橋丈夫                  | 浅利藤彰                  | 細田沙織 佐藤好 海堂ひろゆき 小林史緒里                                                     | 渡辺明夫 岩崎たいすけ 吉田龍一郎 桜井正明 水上ろんど 石原恵治                                                | 8月26日                   |                           |                           |                           |                           |                           |                           |                           |                           |                           |                           |                           |                           |                           |                           |                           |                           |                           |                           |
| 其の伍                      | ハヤシナオキ              | 森本育郎                  | 後藤康徳                  | 海堂ひろゆき 佐々木洋也 中熊太一                                                            | 渡辺明夫 岩崎たいすけ 水上ろんど 出雲誉明 近藤源一郎 武本大介 畠山佳苗 日向晴香                              | 9月2日                    |                           |                           |                           |                           |                           |                           |                           |                           |                           |                           |                           |                           |                           |                           |                           |                           |                           |                           |
| 神楽し編（第12話 - 第15話） |                           |                           |                           |                                                                                             | |                           |                           |                           |                           |                           |                           |                           |                           |                           |                           |                           |                           |                           |                           |                           |                           |                           |                           |                           |
| 其の壱                      | ハヤシナオキ              | 石黒達也                  | 青柳宏宜                  | 鷲田敏弥 田守優希 星月動画                                                                  | 渡辺明夫 岩崎たいすけ 日向晴香 石原恵治 吉田龍一郎                                                           | 9月9日                    |                           |                           |                           |                           |                           |                           |                           |                           |                           |                           |                           |                           |                           |                           |                           |                           |                           |                           |
| 其の弐                      | ハヤシナオキ              | 高橋成世                  | 嵯峨敏                    | 海堂ひろゆき 小林史緒里 佐々木洋也 佐藤好 中熊太一 細田沙織 LAZZ 紺野みすみ 野道佳代        | 渡辺明夫 岩崎たいすけ 石原恵治 近藤源一郎 桜井正明 武本大介 畠山佳苗 早坂皐月 日向晴香 水上ろんど 吉田龍一郎 | 9月16日                   |                           |                           |                           |                           |                           |                           |                           |                           |                           |                           |                           |                           |                           |                           |                           |                           |                           |                           |
| 其の参                      | ハヤシナオキ              | 高橋丈夫                  | さんぺい聖 池端隆史       | 佐々木一浩 鶴田愛 金城優                                                                    | 渡辺明夫 岩崎たいすけ 石原恵治 近藤源一郎 武本大介 早坂皐月 水上ろんど 吉田龍一郎 出雲誉明 小林史緒里        | 9月23日                   |                           |                           |                           |                           |                           |                           |                           |                           |                           |                           |                           |                           |                           |                           |                           |                           |                           |                           |
| 其の四                      | ハヤシナオキ              | 川口敬一郎                | 池端隆史                  | 小橋陽介 小林史緒里 出雲誉明                                                                | 渡辺明夫 岩崎たいすけ 水上ろんど 川島勝 日向晴香 近藤源一郎 石原恵治 植田和幸 早坂皐月 吉田龍一郎            | 9月30日                   |                           |                           |                           |                           |                           |                           |                           |                           |                           |                           |                           |                           |                           |                           |                           |                           |                           |                           |

### 放送局（業・卒）
| 放送期間                 | 放送時間                     | 放送局     | 対象地域 | 備考                             |
| ------------------------ | ---------------------------- | ---------- | -------- | -------------------------------- |
| 2020年10月1日 - 12月24日 | 木曜 23:30 - 金曜 0:00       | TOKYO MX   | 東京都   | 製作参加                         |
|                          |                              | BS11       | 日本全域 | 製作参加 / BS放送 / 『ANIME+』枠 |
| 2020年10月2日 - 12月25日 | 金曜 0:30 - 1:00（木曜深夜） | サンテレビ | 兵庫県   |                                  |
| 2020年10月3日 - 12月26日 | 土曜 0:00 - 0:30（金曜深夜） | AT-X       | 日本全域 | CS放送 / リピート放送あり        |

| 放送期間               | 放送時間                     | 放送局     | 対象地域 | 備考                             |
| ---------------------- | ---------------------------- | ---------- | -------- | -------------------------------- |
| 2021年1月8日 - 3月19日 | 金曜 0:30 - 1:00（木曜深夜） | TOKYO MX   | 東京都   | 製作参加                         |
|                        |                              | BS11       | 日本全域 | 製作参加 / BS放送 / 『ANIME+』枠 |
|                        | 金曜 1:30 - 2:00（木曜深夜） | サンテレビ | 兵庫県   |                                  |
|                        | 金曜 22:00 - 22:30           | AT-X       | 日本全域 | CS放送 / リピート放送あり        |

| 配信開始日    | 配信時間                                                               | 配信サイト |
| ------------- | ---------------------------------------------------------------------- | --- |
| 2020年10月1日 | 木曜 23:30 更新（第13話まで） 金曜 0:30（木曜深夜） 更新（第14話以降） | dアニメストア ひかりTV |
| 2020年10月9日 | 金曜 12:00 更新                                                        | ABEMA Amazon Prime Video Netflix U-NEXT アニメ放題 FOD ビデオマーケット J:COMオンデマンド TELASA みるプラス バンダイチャンネル dTV あにてれ GYAO! ニコニコチャンネル music.jp GYAO!ストア DMM.com ムービーフルplus Rakuten TV HAPPY!動画 |
|               | 金曜 19:00 更新                                                        | TSUTAYA TV |
|               | 金曜 22:30 - 23:00                                                     | ニコニコ生放送 |

| 放送期間               | 放送時間                     | 放送局     | 対象地域 | 備考                             |
| ---------------------- | ---------------------------- | ---------- | -------- | -------------------------------- |
| 2021年7月1日 - 9月30日 | 木曜 23:30 - 金曜 0:00       | TOKYO MX   | 東京都   | 製作参加                         |
|                        |                              | BS11       | 日本全域 | 製作参加 / BS放送 / 『ANIME+』枠 |
| 2021年7月2日 - 10月1日 | 金曜 0:30 - 1:00（木曜深夜） | サンテレビ | 兵庫県   |                                  |
|                        | 金曜 21:30 - 22:00           | AT-X       | 日本全域 | CS放送 / リピート放送あり        |
| 初回は2話連続放送。    |                              |            |          |                                  |

| 配信開始日   | 配信時間        | 配信サイト             |
| ------------ | --------------- | ---------------------- |
| 2021年7月1日 | 木曜 23:30 更新 | dアニメストア ひかりTV |

## BD / DVD

### 『ひぐらしのなく頃に』BD / DVD
テレビ放映時に画面の一部を真っ暗にする、血の色を赤黒くするなどの修正を行った残酷な描写については、全て無修正のオリジナルバージョンで収録されている。
DVD全巻購入特典として、特別編「猫殺し編」を収録したDVDが付属した。
| 巻                                  | 発売日         | 収録内容         | 規格品番  | 規格品番  | 規格品番  |
| 巻                                  | 発売日         | 収録内容         | DVD限定版 | DVD通常版 | BD        |
| ----------------------------------- | -------------- | ---------------- | --------- | --------- | --------- |
| 壱                                  | 2006年8月4日   | 第1話 - 第3話    | FCBP-0037 | FCBP-0046 |           |
| 弐                                  | 9月8日         | 第4話 - 第6話    | FCBP-0038 | FCBP-0047 |           |
| 参                                  | 10月4日        | 第7話 - 第9話    | FCBP-0039 | FCBP-0048 |           |
| 四                                  | 11月10日       | 第10話 - 第12話  | FCBP-0040 | FCBP-0049 |           |
| 伍                                  | 12月8日        | 第13話 - 第15話  | FCBP-0041 | FCBP-0050 |           |
| 六                                  | 2007年1月12日  | 第16話 - 第18話  | FCBP-0042 | FCBP-0051 |           |
| 七                                  | 1月25日        | 第19話 - 第21話  | FCBP-0043 | FCBP-0052 |           |
| 八                                  | 2月23日        | 第22話 - 第24話  | FCBP-0044 | FCBP-0053 |           |
| 九                                  | 3月21日        | 第25話 - 第26話  | FCBP-0045 | FCBP-0054 |           |
| 雛見沢事件録〜ハジマリ〜            | 2006年12月22日 | 第1話 - 第12話   |           | FCBP-9004 |           |
| 雛見沢事件録〜オシマイ〜            | 2007年4月25日  | 第13話 - 第26話  | FCBP-9005 |           |           |
| ファンディスク 雛見沢事件録 I -始-  | 2007年6月22日  | 特別ダイジェスト | FCBP-0061 | FCBP-0062 |           |
| ファンディスク 雛見沢事件録 II -還- | 8月24日        | 特別ダイジェスト | FCBP-0063 | FCBP-0064 |           |
| スペシャルプライスDVD-BOX           | 2010年12月22日 | 全26話           |           | FCBP-9016 |           |
| BD-BOX                              | 2014年11月6日  | 全26話+猫殺し編  |           |           | FCXP-9002 |
| 全話いっき見ブルーレイ              | 2016年6月3日   | 全26話           | FCXP-9005 |           |           |

### 『ひぐらしのなく頃に解』BD / DVD
前述の「次回予告」も収録されている。また、京田辺警察官殺害事件の影響を受け、テレビ放映で差し替えが行われた箇所はすべて差し替えなしのオリジナルバージョンで収録されている。
| 巻                               | 発売日        | 収録内容        | 規格品番  | 規格品番  | 規格品番  |
| 巻                               | 発売日        | 収録内容        | DVD限定版 | DVD通常版 | BD        |
| -------------------------------- | ------------- | --------------- | --------- | --------- | --------- |
| 捜査録 - 紡 - file.01            | 2007年9月21日 | 第1話 - 第2話   | FCBP-0065 | FCBP-0077 |           |
| 捜査録 - 紡 - file.02            | 10月24日      | 第3話 - 第4話   | FCBP-0066 | FCBP-0078 |           |
| 捜査録 - 紡 - file.03            | 11月21日      | 第5話 - 第6話   | FCBP-0067 | FCBP-0079 |           |
| 捜査録 - 紡 - file.04            | 12月21日      | 第7話 - 第8話   | FCBP-0068 | FCBP-0080 |           |
| 捜査録 - 紡 - file.05            | 2008年1月25日 | 第9話 - 第10話  | FCBP-0069 | FCBP-0081 |           |
| 捜査録 - 紡 - file.06            | 2月22日       | 第11話 - 第12話 | FCBP-0070 | FCBP-0082 |           |
| 捜査録 - 結 - file.01            | 3月21日       | 第13話 - 第14話 | FCBP-0071 | FCBP-0083 |           |
| 捜査録 - 結 - file.02            | 4月23日       | 第15話 - 第16話 | FCBP-0072 | FCBP-0084 |           |
| 捜査録 - 結 - file.03            | 5月23日       | 第17話 - 第18話 | FCBP-0073 | FCBP-0085 |           |
| 捜査録 - 結 - file.04            | 6月25日       | 第19話 - 第20話 | FCBP-0074 | FCBP-0086 |           |
| 捜査録 - 結 - file.05            | 7月25日       | 第21話 - 第22話 | FCBP-0075 | FCBP-0087 |           |
| 捜査録 - 結 - file.06            | 8月22日       | 第23話 - 第24話 | FCBP-0076 | FCBP-0088 |           |
| 雛見沢事件録 -サイカイ- FILE.1   | 2008年1月25日 | 第1話 - 第8話   |           | FCBP-9006 |           |
| 雛見沢事件録 -ケイゾク- FILE.2   | 4月23日       | 第9話 - 第16話  | FCBP-9007 |           |           |
| 雛見沢事件録 -シュウエン- FILE.3 | 8月22日       | 第17話 - 第24話 | FCBP-9008 |           |           |
| ファンディスク FILE.01           | 2008年9月26日 | 特別編集映像    | FCBP-0093 | FCBP-0096 |           |
| ファンディスク FILE.02           | 10月24日      | 特別編集映像    | FCBP-0094 | FCBP-0097 |           |
| ファンディスク FILE.03           | 11月21日      | 特別編集映像    | FCBP-0095 | FCBP-0098 |           |
| スペシャルプライスDVD-BOX        | 2011年1月26日 | 全24話          |           | FCBP-9017 |           |
| BD-BOX                           | 2014年12月3日 | 全24話          |           |           | FCXP-9003 |
| 全話いっき見ブルーレイ           | 2016年6月3日  | 全24話          | FCXP-9006 |           |           |

### 『ひぐらしのなく頃に礼』BD / DVD
DVD・CDショップを対象とする「アニメ流通」とゲームショップを対象とする「ゲーム流通」の2種類があり、アニメ流通のDVD初回限定版は「DVDコレクターズエディション」、ゲーム流通のDVD初回限定版は「DVDオヤシロエディション」としてそれぞれ封入特典が異なっている。DVD通常版およびBlu-ray Discはアニメ流通のみで取り扱う。
| 巻                      | 発売日                                   | 収録内容 | 規格品番        | 規格品番    | 規格品番  | 規格品番  |
| 巻                      | 発売日                                   | 収録内容 | DVDコレクターズ | DVDオヤシロ | DVD通常版 | BD        |
| ----------------------- | ---------------------------------------- | -------- | --------------- | ----------- | --------- | --------- |
| file.01 羞晒し編        | 2009年2月25日（DVD） 2009年3月25日（BD） | 第1話    | FCBP-0099       | FG-8011     | FCBP-0104 | FCXP-0001 |
| file.02 賽殺し編 其の壱 | 3月25日（DVD） 4月24日（BD）             | 第2話    | FCBP-0100       | FG-8012     | FCBP-0105 | FCXP-0002 |
| file.03 賽殺し編 其の弐 | 5月22日（DVD） 6月24日（BD）             | 第3話    | FCBP-0101       | FG-8013     | FCBP-0106 | FCXP-0003 |
| file.04 賽殺し編 其の参 | 6月24日（DVD） 7月24日（BD）             | 第4話    | FCBP-0102       | FG-8014     | FCBP-0107 | FCXP-0004 |
| file.05 昼壊し編        | 8月21日（DVD） 9月18日（BD）             | 第5話    | FCBP-0103       | FG-8015     | FCBP-0108 | FCXP-0005 |

### 『ひぐらしのなく頃に煌』BD / DVD
| 巻                    | 発売日        | 収録内容 | 規格品番  | 規格品番  | 規格品番  | 規格品番  |
| 巻                    | 発売日        | 収録内容 | BD限定版  | BD通常版  | DVD限定版 | DVD通常版 |
| --------------------- | ------------- | -------- | --------- | --------- | --------- | --------- |
| file.01 罰恋し編 -喜- | 2011年7月21日 | file.01  | FCXP-0034 | FCXP-0038 | FCBP-0147 | FCBP-0151 |
| file.02 妖戦し編 -努- | 9月22日       | file.02  | FCXP-0035 | FCXP-0039 | FCBP-0148 | FCBP-0152 |
| file.03 結縁し編 -愛- | 11月23日      | file.03  | FCXP-0036 | FCXP-0040 | FCBP-0149 | FCBP-0153 |
| file.04 夢現し編 -楽- | 2012年1月25日 | file.04  | FCXP-0037 | FCXP-0041 | FCBP-0150 | FCBP-0154 |

### 『ひぐらしのなく頃に業』BD / DVD
| 巻     | 発売日        | 収録内容                                      | 規格品番  | 規格品番  | 規格品番   | 規格品番   |
| 巻     | 発売日        | 収録内容                                      | BD限定版  | BD通常版  | DVD限定版  | DVD通常版  |
| ------ | ------------- | --------------------------------------------- | --------- | --------- | ---------- | ---------- |
| 其の壱 | 2021年2月24日 | 「鬼騙し編」其の壱～其の四（第1話 - 第4話）   | KAXA-7981 | KAXA-7991 | KABA-10911 | KABA-10921 |
| 其の弐 | 3月24日       | 「綿騙し編」其の壱～其の四（第5話 - 第8話）   | N/A       | KAXA-7992 | N/A        | KABA-10922 |
| 其の参 | 4月28日       | 「祟騙し編」其の壱～其の伍（第9話 - 第13話）  | N/A       | KAXA-7993 | N/A        | KABA-10923 |
| 其の四 | 5月26日       | 「猫騙し編」其の壱～其の四（第14話 - 第17話） | N/A       | KAXA-7994 | N/A        | KABA-10924 |
| 其の伍 | 6月30日       | 「郷壊し編」其の壱～其の七（第18話 - 第24話） | N/A       | KAXA-7995 | N/A        | KABA-10925 |

### 『ひぐらしのなく頃に卒』BD / DVD
| 巻     | 発売日         | 収録内容                                      | 規格品番  | 規格品番  | 規格品番   | 規格品番   |
| 巻     | 発売日         | 収録内容                                      | BD限定版  | BD通常版  | DVD限定版  | DVD通常版  |
| ------ | -------------- | --------------------------------------------- | --------- | --------- | ---------- | ---------- |
| 其の壱 | 2021年11月26日 | 「鬼明し編」其の壱～其の参（第1話 - 第3話）   | KAXA-8151 | KAXA-8161 | KABA-11051 | KABA-11061 |
| 其の弐 | 12月22日       | 「綿明し編」其の壱～其の参（第4話 - 第6話）   | N/A       | KAXA-8162 | N/A        | KABA-11062 |
| 其の参 | 2022年1月26日  | 「祟明し編」其の壱～其の伍（第7話 - 第11話）  | N/A       | KAXA-8163 | N/A        | KABA-11063 |
| 其の四 | 2月25日        | 「神楽し編」其の壱～其の四（第12話 - 第15話） | N/A       | KAXA-8164 | N/A        | KABA-11064 |

### その他のBD / DVD
| タイトル                                        | 発売日         | 収録内容                | 規格品番  |
| ----------------------------------------------- | -------------- | ----------------------- | --------- |
| ひぐらしのなく頃に拡〜アウトブレイク〜 DVD      | 2013年11月22日 | 『拡』全1話             | FFBP-0002 |
| ひぐらしのなく頃に礼×煌 BD-BOX                  | 2015年11月6日  | 『礼』全5話+『煌』全4話 | FCXP-9004 |
| ひぐらしのなく頃に コンプリートBD-BOX 2006-2012 | 2020年9月30日  | 第1期 - 第4期全59話     | FCXP-9008 |

## 関連メディア
アニメ版キャラクターを用いた派生メディア作品・およびファングッズが各種発売されている。主なものは下記の通り。

### Webラジオ・番組
OVA『ひぐらしのなく頃に煌』のリリースに合わせて、竜宮レナ役の中原麻衣と北条悟史役の小林ゆうによるWebラジオ『ひぐらしのなく頃に煌 笑話し編』が、2011年5月11日から2012年2月29日までアニメイトTVにて配信。20話目のゲストは雪野五月。主なコーナーは「雛見沢通信」、「僕の、私の　オリジナルバツゲーム」、「なぞなぞをとく頃に」、「目指せ！理想の愛」。
テレビアニメ『ひぐらしのなく頃に業』の放送に合わせて、前原圭一役の保志総一朗と竜宮レナ役の中原麻衣によるWebラジオ『ひぐらしのなく頃に 廿回し編』が、2020年9月25日より音泉にて隔週金曜に配信。
同じく『ひぐらしのなく頃に業』に合わせて、ニコニコチャンネルにひぐらしのなく頃に オフィシャルチャンネルを開設。YouTube KADOKAWAアニメチャンネルと合同で特番を配信するほか、オフィシャルチャンネルでは会員向けに特番の後半部分の視聴や、毎週木曜の地上波放送に合わせて考察実況ページが設置される。また、上記ウェブラジオ廿回し編のおまけ付きアーカイブや、壁紙が会員向けに提供されている。

### CD
サウンドトラック
- ひぐらしのなく頃に サウンドトラック Vol.1、2（2006年）
- ひぐらしのなく頃に解 サウンドトラック Vol.1、2（2007年 - 2008年）

キャラクターソング
- ひぐらしのなく頃に キャラクターCD VOL.1 - 3（2007年）
- ひぐらしのなく頃に解 〜character case book〜 Vol.1 - 3（2007年 - 2008年）
- ひぐらしのなく頃に解 Character CD〜入江たちの逆襲〜（2008年）
- ひぐらしのなく頃に Series Character Song Remix CD〜なにかがちがうのです☆〜（2008年）

テーマソング
- ひぐらしのなく頃に テーマソングコレクション 2015/02/03
- Analogy ～彩音 HIGURASHI Song Collection～ 2021/07/28

### 漫画
マンガでわかるひぐらし煌
OVA『ひぐらしのなく頃に煌』のリリースに合わせて、梨花と羽入をメインとした、タカ。による1ページ漫画『マンガでわかるひぐらし煌』が、公式サイトで2011年7月13日から2011年11月24日まで連載。
ひぐらしのなく頃に業・巡

赤瀬とまとによる漫画作品。KADOKAWAのウェブコミックサイト『ヤングエースUP』にて連載された。テレビアニメ『ひぐらしのなく頃に業』を原作とした漫画『ひぐらしのなく頃に業』が、2020年10月2日から2021年9月24日まで連載された。この漫画では、ストーリー展開はアニメと同一であるものの、描写がやや異なる部分がある。2021年9月24日の更新話では、アニメ「業」と決定的に異なる展開を見せた上で、「テレビアニメとは異なる解答編」として『ひぐらしのなく頃に 巡』が発表された。同作は2021年10月15日から2024年1月26日まで連載された。

### 関連書籍
- 『TVアニメ ひぐらしのなく頃に 公式ファンブック 爆闘部活編』、スクウェア・エニックス、2006年10月20日初版、ISBN 4-7575-1766-1
- 『ひぐらしのなく頃に 公式キャラクター&アナライズブック』、ジャイブ、2006年12月8日初版、ISBN 4-86176-339-8
- 『ひぐらしのなく頃に解 公式キャラクター&サマリーブック』、ジャイブ、2008年3月7日初版、ISBN 978-4-86176-487-5
- 『ひぐらしのなく頃に礼 公式ガイドブック』、ジャイブ 2009年12月17日初版、ISBN 978-4-86176-744-9
- 『ひぐらしのなく頃に ビジュアルコンプリートガイド』、新紀元社、2010年2月17日初版、ISBN 978-4-7753-0781-6